# 家事調停
家事調停（かじちょうてい、英: family mediation、family conciliation、中: 家庭调解、繁: 家事調解、独: Familienmediation、仏: médiation familiale、朝: 가사 조정、西: mediación familiar、伊: mediazione familiare）とは、家庭内又は親族間での紛争について、第三者が手続を主催して当事者間の合意による解決を目指すこと（調停手続）、あるいはこの手続により成立する合意そのものを言う。この記事では、司法当局の審理判断の対象となる紛争（この記事では「家事紛争」と言う。）について、裁判手続の代替（ADR）として法令の根拠に基づいて行われる、すなわち当該法域の公式の制度として行われる家事調停を中心に記述する。
家事紛争は誰もが当事者になる可能性のある紛争であり、家事調停の手続自体は当事者にとって容易に理解できるものである。また、以下で説明するとおり、家事調停は古くから世界各地で用いられてきた家事紛争の解決手続である。ところが、司法制度における家事調停の位置付けは、時代によっても同時代の法域相互でも、大きな差異がある。つまり、長年にわたって世界各地で膨大な数の家事調停が行われてきたのに、家事調停の制度設計には単一の最適解が見出されていない。家事調停には、このような意味での奥深さがある。

## 調停の紛争解決手続における位置付け（総論）
「社会あるところ、法あり」と言われるとおり、人が複数寄れば必ず紛争が生じ、その紛争を解決するための基準（法）も必要になる。「一方の意思を他方の意思に常に優先させる（支配・被支配の関係）」というのは一つの解決基準であるが、「当事者間の合意に従う」（Pacta sunt servanda）というのも別の解決基準である。合意は、当事者間の交渉によって成立する場合もあるが、第三者の仲介によって成立する場合もある。紛争当事者間の合意を第三者の仲介によって成立させようとする営みが、調停である。
調停は紛争解決手続の一種であるが、紛争解決手続にはその他にも様々な種類がある。
裁判ないし訴訟は、公権力が当事者間の紛争の解決方法を一方的に（たとえ当事者が同意しなくても）設定する公式の手続である。裁判は、公権力が担い手である点で私人が恣意的に行う私刑と区別され（ただし、インド等におけるパンチャヤット panchayat のように私人に裁判権が授与されることもある。）、公式の手続である点で白色テロと区別され、公権力が当事者とは異なる第三者の立場で行う点で行政処分と区別され、一方的な権力作用である点でADRと区別される。逆に言うと、ADRは、いずれも何らかの意味で当事者間の合意を基礎としている。
和解は、当事者間で紛争の解決方法を合意する手続である。和解は、第三者の介在を前提としない点で仲裁や調停と区別される（なお、日本で「裁判上の和解」と呼ばれる手続は、調停の一種（judicial mediation、法院调解）である。) 。
仲裁 arbitration は、当事者間の合意に基づき選定された第三者（仲裁人）が紛争の解決方法を一方的に設定する手続である。仲裁は、仲裁人の選定が当事者間の合意に基づく点で裁判と区別され、仲裁人が解決方法を一方的に設定する点で調停と区別される。
調停手続には、手続主宰者（調停機関）が積極的に解決案を提示・誘導する型（conciliation, evaluative mediation；この記事では「斡旋」（あっせん）と言う。）と、手続主宰者が進行指揮に徹する型（mediation, facilitative mediation；この記事では「合意支援」と言う。）とがある。後述のとおり、家事紛争における合意支援は20世紀後半に急速に普及した手法である。

## 家事調停の歴史（総論）
調停は、世界各地で非常に古くから見られる。
中国本土の歴史書である『周礼』は「調人　掌司萬民之難而諧和之」（調人は万民の難を司り、これを調停する職務を担う。）と述べ、『漢書』は「嗇夫職聽訟」（〔郷に置かれる〕嗇夫は訟を聴く職である。）と述べる『後漢書』には、母が子の不孝を訴えた事案に対して仇覧が行った家事調停が紹介されている。
中国本土では、明朝期から清朝期にかけて、前近代的裁判制度が一応の完成を見た。この時代の中国社会は、家族集団の浮沈が激しく、安定した地縁的共同体が形成され難い競争社会であったため、地縁的集団の紛争統制能力は限定的であった。紛争当事者は、同じ紛争を諦めがつくまで、紛争が生じた契約の立会人、地元の有力者、職能集団や宗族の長といった、より高位の権威者に次々に持ち込んで斡旋を依頼した。このような、官から独立して行われた斡旋は、「民間調處」と呼ばれた。当時の知州・知県（地方官）による裁判は、そのような民間調處の連鎖の先に連なる私益調整の場であると同時に、国家刑罰権の発動の場でもあった。すなわち、重い刑罰（徒・流・死）を科す権限は中央政府や督撫（総督、巡撫）が保持し、比較的軽い刑罰（笞・杖）を科す権限は地方官に与えられていた。したがって、地方官が裁判をするのは戸婚（婚姻・家庭関係事件）、田土（不動産関係事件）、銭債（金銭債務を中心とする債権債務関係事件）などの、刑罰を科すとしても比較的軽いものにとどまる事案であり、命（人が死亡した事件）、盗（強盗・窃盗事件）などの重い刑罰が予定される事案については、地方官は予審判事のような役割を担った。私人が訴訟を提起すると、地方官は開廷の要否で事件を振り分け、開廷を要するときは当事者及び証人を召喚して尋問し、当事者に徒以上の重い刑罰を科すべきと判断すれば事件を上位者に送致し、重い刑罰は不要と判断すれば自ら斡旋を行い（官府調處）、若しくは民間に命じて斡旋を行わせ（官批民調）、又は堂論（判決）を言い渡した。地方官が「批」と呼ばれる簡易な裁判を公示して審理を終了したり、結論を示さないまま単に審理を停めたりすることもあった。このような審理過程において、当事者は示談したり、調停者の示す調停案に同意したり、堂論を受け容れたり、あるいは単に訴訟を諦めたりして紛争を終結させていった。このように、中国本土の前近代的紛争解決制度は、実質的にはかなり強圧的に強いたものであったとはいえ、形式的には当事者の合意ないし意思によって紛争が解決される体裁をとっていた。
日本でも、鎌倉時代に入る前後頃から和与と呼ばれる私的調停が行われるようになり、江戸時代には内済（ないさい）と呼ばれる一種の裁判所付託調停 court-referred mediation が盛んに行われた。家事紛争について見ると、離婚は原則として夫と妻との間でいわゆる三行半（みくだりはん）を授受することによって成立したが、妻が夫から三行半の交付を得られないと考えたときは、縁切寺に逃げ込めば公私の権力を背景とする斡旋（一種の離婚調停）を享受することができた。
アラビア半島では、イスラーム教の成立前から酋長、占い師、療術士、影響力のある貴族といった人々が部族内外の紛争の仲裁を行っていた。そして、イスラーム教の聖典であるクルアーンは、「妻が夫の暴虐や遺棄を憂いたとしても、夫婦が合意による解決を整えたならば、恥じることはない。善き解決は、かくあらねばならぬ。人の心は貪欲に流され易い。しかし、汝（なんじ）が善をなし、節度を保つならば、神は汝の仕業をみそなわす。」、「もし汝が〔夫婦〕の間の不和を憂うならば、仲介人を、一人は男の一族から、もう一人は女の一族から選べ。もし彼らが和解を望むならば、神は彼らに調和を齎（もたら）されよう。神は全知全能であられるが故に。」 と説く。これがイスラーム法における家事調停の存在基盤である。イスラーム教は離婚を禁じてはいないが、恥ずべきものと位置付けているため、ムスリムにとっての家事調停とは、伝統的には、第三者が夫婦関係を維持し改善するよう夫婦を説得することを意味していた。
サブサハラに目を転じると、そこには ubuntu （ズールー語）、utu （スワヒリ語）などと表現される人生哲学が見られる。これは「人は他人を通じて人となる。 Umuntu ngumuntu ngabantu. (A person is a person through other persons.)」、すなわち「人の人たる由縁は他者との関係性にある」という信念である。したがって、紛争解決には、その紛争があることによって損なわれた神、霊、祖先、家族及び隣人との関係を創造し、回復させるという精神的側面があると捉えられている。このような哲学の下で、手続面での差異はあるものの、多くの部族で、家、一族、村など社会の各階層の長老が手続を主導して紛争当事者や彼らを取り巻く関係者間に生じている問題を丸ごと解決することを目指す調停が行われてきた。
これらの文化圏は、合意形成が私人間の紛争解決の中核に据えられてきたことが似ているが、子細に見ると差異もある。
中国文化圏で古くから合意による紛争解決制度が発達した背景には、儒教が紛争や訴訟を恥ずべきものと位置づけ、訴訟を起こさせないのが優れた為政者の証であるとしたことが挙げられる。つまり儒教は、市民の個性や自治を尊重したが故にADRを推奨したのではなく、政治権力の都合による（言わば「上からの」）訴訟忌避政策を採ったが故にADRを推奨したのである。このような訴訟観が市民の道徳規範として内面化されたか否かは議論があるが、それはさておき、中国文化圏には、西欧の法体系を継受（けいじゅ。他の法域の法体系を自法域に包括的に導入すること）した後も、その法体系の中に相当広範な調停前置主義（後述）を取り込んだ法域が多い。市民の側に調停前置主義の導入に対する抵抗感が少なかった背景には、上記のような歴史的背景があったと言える。
これに対して、イスラーム教が合意に基づく紛争解決を推奨してきた背景には、所詮は人に過ぎない裁判官の法解釈能力や事実認定能力に懐疑的なことがあった。裏を返せば、法が明確に明示されているときには調停を利用することはできない、ということにもなる。
他方で、サブサハラ文化圏の多くの法域では、欧米列強による植民地支配等を通じて西欧の法体系を継受した後も、民間の伝統的紛争解決制度が政府の司法制度に十分に統合されず、並列する正規の紛争解決制度とされている（この点が上述の中国文化圏の諸法域と異なる。）。つまり、市民の道徳規範と密接に結びついた（言わば「下からの」）紛争解決政策が選択されていると言える。
ヨーロッパでも仲裁や調停が古くから行われてきた。アテナイでは市民 間の紛争に広く仲裁ないし調停が用いられていた。古代ローマでは、十二表法が「当事者が合意をしたときは、裁判官はその旨を宣告する。 Rem ubi pacunt, Orato」という定めで調停に言及していたし、「調停人」という意味で conciliator、interlocutor、interpres、mediator などの多彩な表現が用いられていた。文献資料は乏しいが、ギリシャ人より前にフェニキア人が商業上の紛争を仲裁ないし調停で解決していたと推測されている。更に古い資料では、世界最古の条約と言われるラガシュとウンマとの境界水域に関する条約は、キシュの支配者メサリムが仲介した体裁をとっている。
しかしながら、ヨーロッパでは公的な司法制度が家庭内に介入することを忌避する風潮が強く、家事調停が発展し始めるまでに長い時間を要した。
古代ローマでは家父が強大な家父長権を有し、家庭は国家の介入の許されない自律的空間とされていた（家は最も安全な避難所 Domus sua cuique est tutissimum refugium）。つまり、家庭内紛争は当事者間の合意か家父の裁定によって解決されるべきものであって、公的な司法制度の対象とはならなかった。時代が下るにつれて家父長権は幾分後退し、そもそも古代ローマ自身が衰退に向かったが、中世以降の諸国でも家父の家族構成員に対する優越は維持された。また、カトリック教会は結婚とその解消を教会の専権事項とみなし、トリエント公会議が開かれた16世紀頃までには、離婚やこれに伴う紛争は公的な司法制度の対象とはならないという社会通念が確立していた。
宗教改革を契機として離婚は世俗の裁判所の管轄下に置かれ始めたが、19世紀後半頃までは「離婚は有力者が強引に敢行するもの」という社会的評価が強かった。ライデンでは16世紀末頃から Leidse Vredemakers（ライデン治安維持団 Leyden peacemakers）と呼ばれる調停人集団が活動し、近隣紛争や金銭貸借などの事案で調停や仲裁を行っていたが、離婚等の家庭内紛争を取り扱うことはまれであった。
ヴォルテールはライデン治安維持団の制度をフランスに紹介し、フランス革命政府は治安判事 juge de paix を設けて家庭内紛争を含む広範囲の紛争の斡旋に当たらせた。しかし、フランス革命が収束して19世紀に入ると、家事紛争などの地区裁判所の管轄に属する事件の斡旋（大斡旋）は、弁護士がこれを時間の無駄と考えて回避する傾向が強くなり、治安判事の行う斡旋は治安裁判所の管轄に属する事件の斡旋（小斡旋）を中心とするようになったが、20世紀に入ると、小斡旋の件数も減少するようになり、1958年の司法改革で治安判事の制度自体が廃止された。しかし、1978年には控訴院が無給の斡旋人を指定し、家事事件を含む幅広い民事紛争を取り扱わせる運用が始まり、民事訴訟法典が、このような斡旋と新たに急速に普及した合意支援（後述）の両方を、離婚事件の紛争解決手続として公認した。
デンマーク＝ノルウェーでは、1755年に西インド諸島の植民地で「斡旋委員会 forligskommissioner, forlikskommisjon」と呼ばれる組織が設けられ、1769年にはデンマークで郡に債権債務関係事件の調停担当者が置かれ、1795年にはデンマークの全域及びノルウェーの都市部（後にノルウェー全域にも拡大）で家事紛争を含む民事紛争全般について訴訟提起前に市町村等に設けられた斡旋委員会の斡旋を経ることが義務づけられた（調停前置主義）。デンマークでは1952年に斡旋委員会の制度が廃止されたが、ノルウェーではその後もこの制度が維持された。
17世紀のイングランドでは、村内の民事紛争や軽微な犯罪を有力者や教会が斡旋によって解決していた。1896年斡旋法により、企業間紛争の解決に斡旋が広く用いられるようになり、第一次世界大戦後に離婚が急増したことが契機となって1930年代には個人間の紛争でも斡旋が用いられるようになった。もっとも、1950年代までは、家事紛争における斡旋とは当事者間の円満調整を目指すものであったが、1974年の Finer 報告（ひとり親報告）が離婚を忌避しない紛争解決を促したことを契機として、郡裁判所の登記官や裁判官と地域の福祉専門官とが協力して家事事件の斡旋に当たる取組が始まった。そして、2000年家事手続規則が、このような斡旋と新たに急速に普及した合意支援（後述）の両方を、離婚事件の紛争解決手続として公認した。
中米地域では、アステカ帝国が15世紀半ばのモクテスマ1世治下で早くも男女義務教育を実施するなど、高度に発達した社会を築いた。アステカ帝国の司法制度は三審制を備え、家事紛争に特化した裁判所などの各種の専門裁判所も備えていた。アステカ帝国の家族法は原則として離婚を認めなかったが、夫も妻も、性格の不一致、妻による不義密通、妻の精神異常、夫による虐待、不妊、借金又は妻の怠惰を理由とする法的分離 legal separation（別居許可）を裁判所に申し立てることができた。裁判所は、裁判をする前に当事者間の関係修復を試みることが多かった。
日本では1900年代前半から人事調停が行われており、第二次世界大戦終結後の日本国憲法の制定に伴って司法制度が改革された後も、家事調停 domestic relations conciliation が行われた。第二次世界大戦前に日本の植民地となった朝鮮半島（ただし、韓国政府の実効支配地域に限られる。）及び台湾島では、日本の支配下から脱却した後も、日本の法制度の影響を受けた家事調停制度が存続した。
世界的な影響力を持ったのは、後発のアメリカでの実践である。
アメリカでは、清教徒の入植地で個人間の紛争解決手段として斡旋がしばしば用いられていたが、全国的な司法制度が確立するに連れ、裁判外紛争解決手続としての斡旋の利用は下火になり、移民してきた少数派集団の中で細々と用いられるに止まるようになった。他方で、1913年のクリーブランドでの試みを皮切りに、少額訴訟 small claims で担当裁判官が当事者に対して口頭弁論 trial 前に合意による紛争解決を斡旋する運用が始まり、これがシカゴ、ニューヨーク及びフィラデルフィアに広まった。1970年代初頭にダンツィヒ Danzig, Richard. が地域の家事紛争や少年非行を斡旋によって解決する「ご当地模擬法廷 community moot」を提唱し、これに呼応して全米におよそ200に及ぶ「地域司法センター neighborhood justice center」が設立された。
他方で、1970年代には、「原則立脚型交渉術」 も提唱され、脅し、欺罔、奇襲といった手法に頼らない交渉技術が体系的に整理され始めた。このような背景の下、クーグラー Coogler, O. James. は、1978年にアトランタで家事調停センターを開設し、家事紛争における合意支援を行い始めた。家事調停における合意支援は斡旋を圧倒する勢いでアメリカ各地に広まり、カリフォルニア州などの各州が家事調停を公式の制度として採用した。
1980年代にはフランス、イングランド及びウェールズ、イタリアなどの西ヨーロッパ諸法域で公私の団体による家事調停の実践が広まり、「民事及び商事事件におけるメディエーションの特定の側面に関する2008年5月21日の欧州議会及び理事会の2008/52/EG指令」（欧州連合メディエーション指令） が合意支援を裁判外紛争処理の主役に据えたことに刺激を受けて、家事紛争の分野においても合意支援を公式の制度として採用する法域が増えた。2000年代初頭にはチリ やバングラデシュのような第三世界の法域でも、家事調停の実践が広まっていった。
アメリカでの合意支援の実践が影響力を持ったのは、世界最強国であったことによる発信力の大きさも理由であるが、「関係が悪化した夫婦は、無理に和解させるのではなく、合理的な条件で離婚するよう導いた方が良い」という新たな価値観 に、原則立脚型交渉術を活用した合意支援が適合したことも理由である。

## 家事調停の利点（総論）
調停には、訴訟と比較すると、次のような利点があると言われる。
- 当事者双方は、紛争そのものによって既に傷ついているので、協調的な雰囲気の下で受容可能な解決策を調整することで、審理過程での対立によって二重に傷つくことを回避できる。
- 細かい法解釈や事実認定（法の厳密な解釈適用には必要であっても）にこだわらないで、短期かつ安価に妥当な解決を得ることができる[63]。
- 成立した調停は、当事者双方が受け容れた解決策であるので、当事者双方が自発的に履行する可能性が高い[64]。
- 調停が成立しなくても、当事者双方が、問題の所在と相手当事者の主張を理解し、無用な誤解を解き、対立を緩和することができる。

家事紛争は、密接な人間関係の中で発生した感情的な対立を背景とすることが多い。また、家事紛争に適用される実体法（紛争の解決基準を定める法。紛争の解決手続を定める「手続法」と対になる概念。）は要件又は効果があいまいなことが多いので、細かい法解釈や事実認定にこだわって法を厳密に適用しようとするよりも、当事者の真の利害を見極めた柔軟な解決を図ることが有効である。このような家事紛争の特徴を考えると、家事紛争は調停の効用を発揮しやすい事件類型と言える。
未成熟子を巡る紛争（養育権、面会交流、扶養料などの争い）については、どの法域でも「子の最善の利益 best interests of the child」（日本やドイツなどの法域では「子の福祉」とも言う。）が重要な考慮要素とされている。これは、児童の権利に関する条約3条1項、18条1項の要請である。こうした紛争では、「当事者間の相互攻撃」を「子の利益の共同構築」の場に変えていくことが必要になるが、調停は、上記のような利点があるので、こうした紛争に創造的かつ実効性ある解決をもたらしやすいのである。

## 調停機関（総論）
調停機関とは、調停手続を主宰する者を言う。
家事調停で調停機関となる者は法域ごとに様々である。裁判官及び非常勤の裁判所職員の合議体（「調停委員会 conciliation committee」などと呼ばれる。）を調停機関とする法域（日本、韓国など）もあるし、非常勤の裁判所職員を調停機関とする法域（フィリピンなど）もあるし、一定の資格を有する民間人を調停機関とする法域（オーストラリア、チリ、イングランド及びウェールズ、フランス、イスラエル、ニュージーランドなど）もあるし、調停機関となる者に特別な資格を要求しない法域（アメリカのアリゾナ州（一部の郡を除く。）、中国の大陸本土，エジプトなど）もある。
調停機関の経営や監督への公的機関の関与も法域ごとに様々である。司法当局が調停機関を直営する法域（日本、韓国、フィリピン、アメリカのロードアイランド州など）もあるし、民間人が調停事務所を自営する法域（チリ、フランス、イタリアなど）もあるし、民間人の自治的活動という建前を採る法域（中国の大陸本土）もあるし、司法当局及び地方自治体直営の調停機関と民営の調停機関とが併存する法域（フィンランド、ノルウェーなど）もある。
調停人の教育訓練も法域ごとに様々である。例えばフランスは、家事調停人資格を得ようとする者に対して膨大な分量の教育訓練を課している。フィンランドの実務家らは、他の北欧諸国より遅れたものの、2010年前後に調停技法の本格的な整理を行った。欧州評議会の欧州司法効率化委員会は、2019年6月に「調停訓練の枠組の設計及び監視に関する指針 Guideline on Designing and Monitoring on Mediation Training Schemes」を採択し、加盟国の法域で調停人の教育訓練に関して規制を行うときに守るべき基準を設けた。アメリカにおける家事調停人の訓練体系は州ごとに異なる。日本は、家事調停委員に対して体系的、全国統一的な教育訓練を課していない。

## 調停前置主義 (総論)
前述のとおり、家事紛争は調停の効用を発揮しやすい事件類型である。また、ADRが奏功すれば裁判所の事件負担は軽減されるので、司法資源の活用効率が高まる。そのために、家事紛争について裁判よりも調停を利用するよう当事者を誘導する仕組み（調停前置主義 mandatory mediation, compulsory mediation）を採る法域が多い。他方で、当事者に合意支援の利用を強制すると、合意支援の効用の基盤とされている当事者の自己決定が損なわれる可能性がある。また、合意支援であろうと斡旋であろうと利用を強制すると、手続への参加や協議の充実に対する意欲を欠く当事者が現れる可能性が高まり、手続が相手当事者の主張や立証上の弱みを探る場として濫用されたり、不合理な要求を相手当事者に押し付ける場として悪用されたりすることが懸念されるし、単なる時間及び費用の無駄遣いに終わることも懸念される。当事者に調停の利用を強制すると、合意の成立率や当事者の納得、成立した合意の任意履行率に悪影響を与えると述べる論者もいる。
市民の裁判を受ける権利を保障している国家では、調停前置主義は裁判を受ける権利と緊張関係に立つ。調停前置主義を定める法令が違憲ないし違法であると主張する訴訟が多数の法域で提起されている。
調停前置主義は、日本（家事事件手続法257条1項、2項）、韓国（家事訴訟法50条1項）、ドイツ（家事・非訟事件手続法156条1項）、フランス、中華人民共和国（中華人民共和国婚姻法32条）、中華民国（家事事件法23条1項）、バングラデシュ（1985年家庭裁判所設置令10条3項）などで採用されている。調停前置主義は、当事者に家事調停を積極的に利用してもらうための仕掛けである。
しかしながら、調停前置主義を採ると、手続への参加や協議の充実に対する意欲を欠く当事者が現れる可能性が高まる。
これに対して、オーストリアは徹底して家事調停から「強制」の要素を排除している。
家事調停の利用を奨励するときに問題になるのが、調停の継続中に消滅時効、除斥期間、出訴期間のような権利行使に関する制限期間が経過してしまうことへの対処である。欧州連合メディエーション指令8条1項は、構成国に対し、調停手続の継続中に時効期間が経過したことによって裁判手続又は仲裁手続を開始することを妨げられないよう対処することを指示している。日本（家事事件手続法272条3項）及び韓国（家事訴訟法49条、民事調停法36条1項）も、家事調停を経た紛争について訴えが提起されたときは時効中断が遡って発生する仕組みを採っている。

## 家事調停の技法（総論）
家事調停の技法は、様々な観点から分類されている。
調停機関が合意内容を積極的に誘導することを許容するか否かという観点により、調停は斡旋と合意支援とに分けることができる。上述のとおり、旧来の家事調停はほとんどが斡旋であり、家事調停に合意支援という概念が持ち込まれたのは20世紀後半以降のことである。日本や韓国の家事調停は斡旋の色彩が濃いのに対して、アメリカやその影響を受けて家事調停を導入した法域では合意支援が広く行われている。日本や韓国の家事調停は、制度上は斡旋であるが、その本質ないしは理念型を巡って「調停裁判説」と「調停合意説」との対立があると言われる。つまり、調停裁判説は「調停の本質は調停人の裁定（裁判）とこれに基づく説得（斡旋）である」と主張する説であり、調停合意説は「調停の本質は合意支援である」と主張する説である、と整理されている。
もっとも、斡旋と合意支援とは相容れないものではなく、同じ調停人が斡旋も合意支援も行うことがあるし、司法機関が自ら調停機関となるときは、「合意支援」と称していても、斡旋の色彩が混じった調停を行うことが多い。斡旋と合意支援との区別は絶対的なものではなく、両者は連続的である。合意支援であっても、手続や合意内容についての制約を加えていくと、実態は斡旋に近づいていく。
当事者の調停期日 mediation session への参加形態は、一期日に全当事者が参加する同期型調停 synchronous mediation と各当事者が参加する期日を複数に振り分ける（当事者双方がそれぞれ一期日おきに参加するなど）非同期型調停 asynchronous mediation' とに分けることができ、同期型調停は、同席調停 joint session mediation と別席調停 separate session mediation, caucus-style mediation, shuttle mediation とに分けることができる。同席調停とは、調停人及び当事者全員が対面して協議を行うことを原則とする調停である。別席調停とは、当事者各自が個別に調停人と対面し、調停人を介して協議を行うことを原則とする調停である（当然、非同期型調停は別席調停である。以下、特に明示しない限り、「調停期日」とは同期型調停における調停期日をいう。）。通信調停 online mediation とは、当事者の全部又は一部が通信回線を介して調停人と対面して協議を行う調停であり、同席調停に近い期日運用も別席調停に近い期日運用もあり得る。
1件の調停の全部の期日が同席で統一されるとは限らないし、別席で統一されるとも限らない。もっとも、合意支援は同席調停の効用（当事者の相互理解を促進すること、当事者の問題解決に向けた協力意欲を促進すること、手続の透明性を確保することなどが挙げられる。）を発揮させることを目的とする技法であることを理由として、合意支援は同席で行うのが原則であると説く調停人は多い。しかし、調停人にとっては、別席調停の方が調停手続の主導権を握りやすい。そのため、合意支援の発祥の地であるアメリカでも、別席調停を頻用する調停人は少なくない。合意支援が技法として確立する前にも、例えば昭和20年代（1950年前後）の日本で同席による家事調停が行われたことがあったが、間もなく別席調停が支配的になったようである。そのことに危機感を抱いて同席調停の効用を再評価するよう呼びかける論者は多い。

## 子の意思の反映（総論）
家事紛争（特に離婚・離別、監護権又は面会交流を巡る、両親その他の大人たちの紛争）は、子にも大きな影響を及ぼす。前述のとおり、家事紛争の当事者は子の福祉を最優先に考慮すべきであるが、何が子の福祉に沿うかは、その子自身の発達段階や意向・心情によっても、その子を取り巻く文化的、経済的、社会的、時代的背景によっても、様々に異なる。何が子の福祉に適うのかを最も良く知る者は、その子に最も身近な大人、すなわち当事者自身であるべきだが、当事者は往々にして、相手当事者に対する（時には子に対する）困惑・怒り・嫌悪・不信・対抗心・執着心、絶望、無知、経済的動機、支援者の意向、宗教その他の信条などの様々な要因から、自覚的か否かを問わず、子の福祉を十分に検討しないまま自己の要求を形成する。
そこで、家事紛争の解決手続開始前や進行中に当事者に対して知識付与を行う取組（親教育、親ガイダンス）が実践されるとともに、子を手続に関与させる取組が試みられるようになった。子の関与の方法としては、例えば以下のようなものが考えられる。
- 当事者に子の発言を説明してもらう。
- 子に自己の心情や意向を記載した書面を作成してもらう。
- 子に調停期日に参加してもらい、当事者と同席又は別席で、心情や意向を述べてもらう。
- 専門的訓練を受けた者に子の心情や意向を調査してもらう。

児童の権利に関する条約12条は、児童が自己に影響を及ぼす事項について表明する意見は、あらゆる司法上及び行政上の手続において聴取され、相応に考慮されるべきである旨を規定している。家事紛争の解決手続に子を関与させることには、次のような意義があると考えられている。
- 子に必要なものは子自身が表明するのが最も直接的であるし、早期に子に必要なものを明らかにすれば、紛争の強度も継続時間も減る。
- 家事紛争の解決策の立案、計画、決定、実行に子を参加させることにより、効果的な解決策を開発することができる。
- 両親の離別に関する情報を知らせ、両親の離別後の生活設計に関与させることは、子の多くが望むところであるし、子の意思疎通や交渉に関する能力を高めることにもつながる。
- より多くの決定に参加した子は、新たな家族構成に順応し易く、両親の離別後に生じる混乱から回復する能力も高い傾向がある。

しかしながら、実際には2010年代に至っても、実務家の多くは家事紛争の解決手続に子を関与させることに慎重である。その理由として、以下のようなものが挙げられる。
- 一方の親が子の希望を自らに都合の良い合意を得るための切り札として利用したり、子が紛争解決手続によって傷ついていると主張して、建設的な議論を阻害するおそれがある。
- 両親が監護権や面会交流を巡って対立しているときは、親が子を操ろうとするために、子を不安や忠誠葛藤（「パパもママも裏切れない。」という二律背反）にさらすことになる。子が親の怒りや報復を恐れて本心を述べないこともある。
- 子の意向を確認する際に子の情操を保護しようとすると、当事者の適正手続を享受する権利が損なわれるおそれがある。
- 子の意向は、その文脈を理解しなければ正確に解釈できない。
- 両親間の葛藤が高い場合や両親が精神的な問題を抱える場合、居所指定権に関する紛争のような二択を迫られる場合は、子の手続関与から得られるフィードバックを活用困難なことがある。子は、両親に意見を無視されたり、逆に自らの意見に過度の責任を感じることで、一層傷つくことになる。
- 紛争に子を巻き込むことで親の権威が弱体化し、子の生活や家族関係に悪影響を及ぼす危険がある。

家事調停に子を関与させるべきか否か、関与させるとしてどのような方法を採るかは、上述した利害得失を考慮して判断する必要がある。学説や実務家が概ね一致して述べる考慮要素は、次のとおりである。
- 子の年齢[95]
- 子の認知面及び感情面での発達
- 面接を希望するか否かに関する子の意思
- 子の安全
- 各種の参加方法の利害得失
- 子と面接する専門家が受けている訓練や資格
- 子の参加の可否に影響を与えあるいは制限する要因となり得る、文化的・伝統的背景の違いや言語などの障壁
- 親との情報共有や子の意向の親への還元に関する子の意思

父親は、母親に比べて子から引き離される立場に立つことが多いためか、子が家事調停に直接参加すべきであるという原則論に固執する傾向がある。

## 家事調停と情報技術（総論）
当事者双方と調停人とが一堂に会して調停期日に臨もうとすると、出席者が調停場所へ移動するための時間及び費用が生じるために、調停期日の調整に手間がかかるし、調停期日への出席負担に偏りが生じ易くなるし、身体や精神に障碍を抱える者にとっては調停期日への参加自体が困難になることもある。また、調停期日を設定できたとしても、当事者が対面するとその間で緊張や興奮が高まることが多いために、当事者相互間や調停人に対する加害行為の危険が生じるし、その危険を回避するために同席調停や家事調停そのものを諦めざるを得ない事案、危険回避のための物的、人的負担が大きい事案も現れる。こうした課題に対応するために情報技術ないしはインターネットを家事調停で活用しようという発想（つまり通信調停）は、古くからある。
1980年代末頃には、電話による家事調停の実証的研究が既に始まっていた。電話回線を通した対話では、他の参加者の表情や視線、身振り手振りを読み取ることが難しいため、非言語コミュニケーションを活用した真意の把握や説得が十分に行えないことがある。また、調停人は、服装や態度などで少し改まった雰囲気を作り出して解決への意欲を高めるとか、機を見て決定権者に話を振り決断を促すといった技法を対面調停と同じようには使えなくなる。他方で、電話は通信品質が安定しており、かつ、機器や回線への投資も比較的安価で済むという利点がある。電話では非言語コミュニケーションが制約されるからこそ、当事者が相手当事者の威圧的な態度を意識せずにすみ、相手当事者への悪感情ではなく解決すべき問題に専念することができるという主張や、参加者に冗長な説明を自制させる効果があるという主張もある。
なお、非言語コミュニケーションを排除することの利点をさらに追求すると、文字媒体（書面の電送や電子メール、IRCなど）を主な情報交換の手段として用いる調停という発想（テキストベースの調停）に行き着くことになる。eBayの解決センター Resolution Centre は、ICANNが行う統一ドメイン名紛争処理方針と並ぶODRの代表格であり、年間約6000万件もの売買当事者間紛争を90％も解決している。こうした非言語的要素の排除が家事調停でも有効に機能するのかは、賛否両論がある。
2000年代に入ると広帯域通信やユーザインタフェースが急速に発達し、隔地者間でも動画をリアルタイムで配信することによって対面に近いコミュニケーションをとることができるようになった。2010年代には、カナダ、中華人民共和国、オランダ、イングランド、アメリカ合衆国などで通信調停が行われるようになった。2020年にはCOVID-19の世界的大流行があり、家事調停に限らず、社会生活の様々な場面で動画配信の活用が試みられるようになった。
日本は、家事紛争に対する情報技術の応用が遅れている法域であるが、仙台弁護士会紛争解決支援センターが「リモートADR」と称する通信調停を開始したり、民間の紛争解決支援機関が後述のハーグ子奪取条約に関わる紛争について通信調停を実施したり、通信調停の普及・促進を掲げる団体が発足するなど、変化の兆しも見られる。

## 家事調停の履行確保（総論）
前述のとおり、家事調停の利点の一つは義務者による任意の履行を見込み易いことにある。自らが履行を約束したことにより、加えて公的機関や専門家、地元の有力者が調停人として関与したことにより、当事者は合意を順守する道徳的・社会的圧力を受ける。
合意内容を書面に記録し、更には調停人や当事者が署名することで、このような圧力が高まるほか、履行の有無をめぐる紛争が発生したときに合意内容を立証し易くなる。家事調停でも合意を書面化するのが通常であり、法令が書面化を義務付けていることも多い。
更に、家事調停における合意に執行力を付与する法域も多い。日本やスイスのように、裁判所が関与する合意にのみ執行力を付与する法域もあるが、多くの法域では、合意の形成に裁判所が関与したか否かを問わず、成立した合意を裁判所の略式手続を通して、あるいは公証人が認証することによって、あるいは特定の専門家がとりまとめた合意であれば特段の手続を要さず、合意に執行力を付与する手続を設けている。欧州連合メディエーション指令6条1項は、構成国に対し、構成国の法令上執行可能な合意には執行力を付与するよう対処することを求めている。
これに対して、合意を後の紛争で証拠とすることを認めたり、執行力を付与したりすれば、合意支援の理念である自発性及び機密性が損われると批判する見解もある。

## 国際的な子の返還と家事調停（総論）
国際的な子の奪取の民事上の側面に関する条約（ハーグ子奪取条約）は、監護の権利が侵害されて子が外国に連れ去られ、又は留置されていると主張する個人、施設又は機関が、子が現に所在する国の司法機関等に対して、子を常居所地国に返還することを命じるよう求める手続（同条約8条から20条まで）及び子との面会交流 access の権利内容を定めその効果的な行使を確保する取り計らいを求める手続（21条）を定めることを主な内容とする条約である。
前述のとおり、面会交流は、家事調停が利点を発揮し易い紛争類型である。また、子の返還についても、ハーグ子奪取条約が求めているのは常居所地国への返還であって常居所地への返還ではないから、返還の方法は多様であり、そこに当事者間の協議の余地が生じる。例えば、義務者が子とともに常居所地国へ任意に帰還することを約束するが、見返りとして権利者に刑事告訴の取下げと、義務者の生活圏内への接近禁止を要求し、権利者が子との自由な電話交流を条件に、司法当局の判断が下されるまでの暫定的措置として義務者の提案を受け入れる、というような交渉を行う余地がある。そこで、ハーグ子奪取条約は、子の任意返還を目的とする適当な措置（10条）及び接触の権利の内容設定及び順守事項の履行確保を目的とする仲介者を通じた手続（21条3項）を締約国の中央当局が設けることを予定している。
この分野で世界的に著名な調停機関は、ドイツ発祥の MiKK e.V. とイギリスの Reunite International である。日本語に習熟した調停人が所属する組織としては、東京家庭裁判所及び大阪家庭裁判所（面会交流に関する調停は、その他の日本の家庭裁判所でも実施している。国際的な子の奪取の民事上の側面に関する条約の実施に関する法律（日本）148条）があるほか、家事調停に特化した組織ではないが、京都国際調停センターもある。

## 家事調停の利用促進策 (総論)
法制度や文化的背景が似た日本、韓国及び中華民国を比較すると、2016年（平成28年）・2017年（平成29年）に、日本（人口約1.271億人）では人事訴訟が10,003件・9827件（例年そのうち88％前後が離婚訴訟である。）提起され、家事調停が140,680件・139,274件受け付けられた。韓国（人口約0.513億人）では家事訴訟が49,465件（そのうち37,400件が裁判上離婚事件である。）提起され、家事調停が5,375件（ただし、家事訴訟の受訴裁判所が調停回付したものを除く。）受け付けられた。中華民国（人口約0.236億人）では家事訴訟（そのうち3分の2が婚姻事件で、婚姻事件の半分が離婚事件である。）が9,808件提起され、家事調停が24,828件受け付けられた。人口比を考えると、韓国では離婚訴訟が日本及び中華民国の数倍に及ぶが、当事者が自主的に家事調停を申請することが極めて少ないと言える。

## 家事調停の課題（総論）
他方で、家事調停には、当事者間の合意を基礎とするものであることから生ずる課題がある。当事者の一方でも手続に参加しなかったり、手続には参加しても解決に合意しければ、紛争解決が進展しない。また、合意に拘束力を認めることが調停の存立基盤であるから、逆に合意が成立するまでは、当事者は過去に自らが表明した意見に拘束されない。そのため、合意成立寸前で一方の当事者が新たな主張を始めて交渉が後退することも珍しくなく、最終的な合意にいつ到達できるのか不透明であるし、合意を急ぎたい当事者が持久戦略を採る相手当事者の要求を丸呑みするようなことも生じ得る。結果的に合意が成立せず、紛争が訴訟などの他の手続に委ねられることになっても、当事者が主張を変更すれば、調停手続における議論を訴訟などの審理に活用することは難しくなる。
もっとも、当事者の出席が確実でないことや、劣位当事者の一方的な譲歩、調停手続と訴訟手続との連携不在といった課題を克服すべき「病理」と捉えるか否かは、斡旋に近い調停運営をするか、合意支援の理念を徹底した調停運営をするかで異なる。
斡旋では、当事者の一方が手続に参加しなかったり、解決に合意しようとしないときでも、調停機関が解決案を提示して打開を図ることがあり得る。日本の家事調停で行われる「調停に代わる審判」や韓国の調停で行われる「調停に代わる決定」などがその例である。調停に代わる審判などが行われるので、日本や韓国の家事調停は調仲 med-arb に似ているように見える。調仲とは、まず調停を行い、合意形成が難しくなったときに調停人が仲裁を行うという紛争解決手法である。もっとも、調仲が仲裁を行うこと自体について当事者間で合意して初めて行われるものであるのに対して、調停に代わる審判などはこれらを行うこと自体についての当事者間の合意が要求されないことに、大きな違いがある。
これに対して、合意支援では、このような解決案の提示は合意支援の本質である自主性に抵触するものとして避けられる傾向が強い。合意支援の理念からすれば、調停機関が当事者に調停への参加を強制したり、当事者の意思決定を不合理として是正したりすることは、調停機関による価値観の押し付けであって控えるべきものとなるし、調停手続における当事者の言動が訴訟における主張立証に影響するならば、調停手続の機密性が害されると捉えるべきことになる。つまり、これらは「病理」ではなく、合意支援が合意支援であるために不可避の事象と捉えることになる。
家事調停における難題の一つは、利己的な駆け引きを行おうとする当事者に子の最善の利益を考慮してもらうためには、どうすれば良いかという問題である。この課題は、合意支援の理念に忠実な調停運営が行われるときに、特に深刻になる。上述のとおり、合意支援の重要な理念の一つに、調停人が特定の価値観を当事者に押し付けないことが挙げられているからである。
家事調停におけるもう一つの難題は、当事者が家庭内暴力による被害を主張する事案をどう取り扱うかという問題である。女性が主張をすることに対する抑圧が根強い社会で家事調停の利用を強制すれば、抑圧の再強化につながりかねない。このような場合には、調停に不適当な事案を選別することが重要であり、調停に不適当とはいえない事案でも、調停期日の安全確保、被害を主張する当事者の安心感の確保、加害を主張される当事者からの手続への信頼の確保といった要請を両立させる必要がある。別室調停や通信調停は、この問題に対する対応策の一つとなり得る。
調停手続では当事者双方が同一日時に同一場所で長時間滞在することが多いため、当事者間で加害行為が発生しないような対策を採ることが重要になる。実際に、調停期日に乗じて一方当事者が他方当事者を調停場所付近で殺傷したとみられる事案が発生している。また、様々な感染症から当事者や調停機関を保護する必要もある。これらの問題に対しても、通信調停は対応策の一つとなり得る。

## 家事調停の人類学・社会学（総論）
前述のとおり調停には長い歴史と膨大な実践例があるにもかかわらず、20世紀前半頃まで、調停が人類学や社会学のような経験科学的研究の題材となることは珍しかった。
1960年代から1970年代にかけて、グルックマン Gluckman, Max. がバロツェランド（北ローデシア）で行ったロジ族による紛争解決の研究、ネーダー Nader, Laula. がメキシコで行ったサポテコ族による紛争解決の研究、ギュイベール Gulliver, Philip Hugh. がタンザニアで行ったヌデンデウリの紛争解決の研究が刊行され、1990年代には、アウグスバーガー Augsburger, David. が旧ザイールで行った、イトゥリの森に住むピグミーをウガンダ・ケニア・スーダンの山岳地帯に住む人々と対比し、アンダマン諸島の人々とアメリカインディアンのズニ族とを対比した研究、アブルッチ Avruch, Kevin. が行ったヌエル族による紛争解決の研究が刊行された。
アジアを舞台にした人類学的研究としては、マレーシアの家事紛争解決過程を紹介した桑原（2009年）があるほか、ジェンダー論に基づく関心に重きを置いているが、バングラデシュの家事紛争解決過程を紹介した池田（2017年）がある。日本の家事調停に関する記述的研究としては、原田の仕事 を挙げることができる。

## 日本の家事調停
日本は、家事調停 ( domestic relations conciliation ) の利用が盛んな法域の一つである。他方で、日本では、近代的司法制度が確立してから2010年代までの間、家事事件について裁判所以外の機関が運営する裁判外紛争処理手続（ADR alternative dispute resolution ）がほとんど利用されない時期が続いている。つまり、日本で「家事調停」といえば、家庭裁判所が運営する調停制度を指す。本節でも同様である。
家事調停を規律する主要な法律は、家事事件手続法 ( Domestic Relations Procedure Act ) である。

### 家事調停の沿革 (日本)
日本では、1898年（明治31年）7月に民法第四編（親族）、第五編（相続）が施行されたが、政府は、1919年（大正8年）7月に臨時法制審議会に対して、日本古来の淳風美俗に即した改正要綱を諮問した。同審議会は、1922年（大正11年）6月に「家庭の争議を訴訟の形式によって判断していては、古来の美風を維持できない。道義を本として温情をもって円満にこれを解決する制度を設けるべきだ。」との趣旨の中間的答申を提出した。
これ以来、家事審判所を創設して家事紛争を非訟手続や調停で解決することが検討され、1927年（昭和2年）10月には家事審判法案が仮決定されたが、実体法である親族法・相続法の改正作業が進まないために、家事審判所の創設も進まなかった。
しかし、1937年（昭和12年）7月に日華事変が発生し、戦没将兵の遺家族間で恩給、扶助料等を巡る紛争が続出したことは、調停制度導入にとっては追い風となった。つまり、家庭内の紛争を速やかに解決することが重要な戦線支援の一つであるとの説明 が説得力を増したことにより、1939年3月（昭和14年）に人事調停法が成立し、同年7月に施行された。
人事調停の年間の新受件数は、施行初年の半年間で5200件余りに達し、その後減少を続けたものの、1944年（昭和19年）に年間3736件の新受があり、1946年（昭和21年）でも年間3851件の新受があった。事件類型をみると離婚事件が圧倒的に多く、女性からの申立てが全体の7割近くを占めていたと推測され、女性の調停委員も選任されていた。第二次世界大戦の影響で市民が紛争を起こす余裕さえ失っていたことを考えると、人事調停制度は相当活用されていたと言えよう。つまり、人事調停法は、少なくともその建前においては、法令や個人の権利よりも「古来の美風」を優先する紛争解決を志向するものであり、前近代的な家族観から民法を批判する勢力にとっても受け容れやすい制度設計がされていたが、実際には司法による紛争解決を合理化する方向で運用されていたといえる。
第二次世界大戦終結後、大日本帝国憲法の改正作業が進み、1946年（昭和21年）11月3日に日本国憲法として公布された。これに伴って親族法・相続法の改正作業も加速し、臨時法制調査会及び司法法制審議会が家事審判制度の創設を促したことを受けて、家事審判法及び同法施行法が国会で成立し、1948年（昭和23年）1月1日から施行された。
これらの法律により、地方裁判所の特設支部として家事審判所が創設されるとともに、人事調停制度に代えて家事調停制度が創設された。そして、家事審判法は、家事調停制度が「個人の尊厳と両性の本質的平等を基本として、家庭の平和と健全な親族共同生活の維持を図ることを目的とする」と規定し（同法1条）、家事調停は名実ともに新たな家族法秩序の実現を志向する制度であることを明らかにした。
裁判所法の改正により、1949年（昭和24年）1月1日、家事審判所と少年審判所とを統合して家庭裁判所が創設されると、家事調停の運営も家庭裁判所に移管された。また、1951年（昭和26年）4月1日に家庭裁判所調査官（1954年（昭和29年）6月1日の改称前は家事調査官）制度が創設された。家庭裁判所調査官は、医学、心理学、社会学、経済学などの専門的知識を活用した事実の調査を行い、家庭裁判所に調査結果及び意見を報告するとともに、家事調停の期日に出席して意見を述べることができるとされた（家事審判規則7条の2～7条の4）。
1974年（昭和49年）には調停委員の高齢化や新陳代謝の不活発による弊害に対応することを目的として、任命資格や手当に関する改正が行われ、2003年（平成15年）には家事調停官の制度が導入された。
2013年（平成25年）1月1日に家事審判法及び家事審判規則が廃止されるとともに、家事事件手続法が施行された。家事調停に関する主な変化を挙げると、家事審判法の規定の構造（家事審判法が民事調停法を準用し、民事調停法が非訟事件手続法を準用していただけでなく、家事審判規則にも重要な規定が散在していた。）を改めて、家事事件手続法及び同法3条に基づく最高裁判所規則（家事事件手続規則、平成24年最高裁判所規則第8号）で家事調停に関する基本的規定を網羅している。また、家事事件手続法は、申立書の写しを相手方に送付することを原則とすると定めるほか、電話会議システム及びテレビ会議システムを利用する調停手続を公認している。これは、家事調停においても当事者の手続保障（各当事者に主張立証の機会を公平に保障すること）を重視する趣旨の規定である。さらに、家事事件手続法は、手続行為について行為能力（自己の名前と判断で法的意味を持つ行為を有効に行えること）の制限を受けた者のために手続代理人の制度を新設している（23条1項、2項、252条1項）。これも、家事調停により重大な影響を受ける者の手続保障を重視する趣旨の規定である。

### 家事調停の開始 (日本)
日本の家事調停は、当事者が自ら家事調停を申し立てることによって手続が始まることが多く、当事者が人事訴訟又は家事審判を申し立てた後に家庭裁判所の判断で手続が始まること（付調停）は少ない。この点は、韓国の家事調停の大多数が、受訴裁判所の調停回付によって手続が始まること（後述）と対照的である。
家事調停の対象となる事件の範囲は、「人事に関する訴訟事件その他家庭に関する事件（別表第一に掲げる事項についての事件を除く。）」である（家事事件手続法244条）。「家庭に関する事件」とは、当事者は親族又はこれに準じる一定の身分関係が存在する者の間に存在する、人間関係調整の余地のある紛争であると定義する学説が多い。
しかし、家庭裁判所はこの文言を厳格に解釈していない。例えば、家事調停には『司法統計』で「親族間の紛争の調整」と「その他」に分類される事件類型が全体の5％程度ある。これらの事件類型は、調停が成立せず、調停に代わる審判もされない事件の割合が高い。このことは、家庭裁判所が「扱いに困る」事件もそれなりに受け付けて、調停手続を始めていることを示唆する。
「家庭に関する事件」として重要なのは、家事事件手続法別表第二に掲げる事項（婚姻費用の分担、養育費、遺産の分割、子との面会交流など）に関する紛争である。これらの事項は、当事者間の話し合いになじむと考えられる事項であり、後述のとおり他の法域でも家事調停の対象とされることが多い。これらの事項についての調停は、別二調停（べつにちょうてい）とも呼ばれる。古い日本語文献の「乙類調停」は、別二調停とほとんど同義である。
これに加えて、人事訴訟の対象となる離婚、離縁、嫡出否認、認知、親子関係不存在確認などの事項も家事調停の対象とするのが、家事事件手続法の特徴である。もっとも、人事訴訟の対象となる事項については、離婚及び離縁を除き、当事者間に結論及びその結論に至る事実関係の重要部分で認識が一致したときに、調停を成立させる代わりに、裁判所が事実関係の裏付けをとった上で合意に相当する審判をすることになっている（家事事件手続法277条）。これは、他の法域における合意命令（ consent order ）に対応する制度である。このような特徴があるので、離婚及び離縁を除く人事訴訟の対象となる事項についての調停は、特殊調停（とくしゅちょうてい）と呼ばれる。
離婚及び離縁を目的とする家事調停及びその他の家庭に関する事件を対象とする家事調停を併せて、一般調停（いっぱんちょうてい）と呼ぶ。
家事事件手続法別表第一は、家庭裁判所が当事者の意向に拘束されないで公益を守れるような判断をすべきと考えられる事項（成年後見等に関する事項、未成年後見等に関する事項、親権の停止・喪失に関する事項、相続放棄など）を掲げている。そのため、同法は、このような事項は関係者間の話し合いになじまないとみなして、家事調停の対象から外している。
家事調停の対象となる事件について訴えを提起しようとする者は、まず家庭裁判所に家事調停の申立てをしなければならない（同法256条1項、調停前置主義）。原告が家事調停を申し立てることなく訴えを提起したときは、裁判所は職権で事件を家事調停に付する（付調停。韓国で言う「調停回付」）のが原則である（同条2項）。

### 家事調停の主催者 (日本)
家事調停を主催する調停機関は、原則として調停委員会である（家事事件手続法247条）。調停委員会は、裁判官 1名と、その裁判官が事件毎に指定する家事調停委員（体験記に散見される「調停員」は誤記である。）2名以上で組織する（同法248条1項、2項）。
家事調停委員は、非常勤の国家公務員であり（家事事件手続法249条）、その任期は2年（民事調停委員及び家事調停委員規則3条）で、再任可能である。家事調停委員は、弁護士、司法書士、税理士、不動産鑑定士、社会保険労務士などの「専門的知識経験を有する者」（民事調停委員及び家事調停委員規則3条）から任命される者も多いが、「社会生活の上で豊富な知識経験を有する者で、人格識見の高い」（同条）ものとして任命される者も多い。家事調停委員は各自が特定の家庭裁判所に所属し、裁判官は、同じ裁判所に所属する家事調停委員の中から事件毎に適任者を選んで、調停委員会を組織する。調停委員会を組織する家事調停委員は、男女各1名が指定されることが多いが、財産分与対象財産が大量にある離婚調停や遺産分割などの事件類型では、男女の均衡よりも専門的知識の有無を重視した人選がされることもある。
家事調停委員に対しては、汚職が指摘されることはほとんどない。その反面で、東京家庭裁判所を除けば、家事調停委員の任命希望者はおおむね不足がちと言われている。また、家事調停委員に対する体系的な訓練を実施していない家庭裁判所が多い。傾聴と調整の能力が不足する家事調停委員もいるのはそのためである、という指摘は絶えない。
現職又は元職の家事調停委員は、職務上取り扱ったことにより知り得た他人の秘密を漏らしたり、評議における調停委員会の構成員各自の意見や多少の数を正当な理由なく漏らしたときは、処罰される（家事事件手続法292条、293条）。家事調停委員の守秘義務は、おおむね順守されている。当事者は、名誉毀損罪や侮辱罪に該当する行為や、当事者間の特約に違反する行為を除けば、調停手続や協議内容について守秘義務を負わない。
調停手続は、裁判官が指揮するのが建前である（家事事件手続法259条）が、実際には裁判官の多くが、調停委員会で調停手続をおこなうときは家事調停委員に指揮を任せてしまい、裁判官が当事者の前に現れるのは、協議が難航したときや合意ができて当事者に対する意思確認を行うときくらいである。

### 家事調停の期日 (日本)
調停期日では、「別席調停」が事実上の原則となっている。家事調停委員が調停室に待機し、出席当事者が交互に調停室に入室して、互いに顔を合わせずに家事調停委員を介して協議をする。日本では、家庭裁判所も当事者も代理人となる弁護士も、当事者が相手当事者に遠慮せずに本音を話せるという別席調停の利点を重視している。威圧的な言動をする当事者から他の当事者を保護して当事者間の公平を図ろうという家庭裁判所側の国親思想（くにおやしそう。公権力は市民の良き導き手であるという思想）と、公権力に対して比較的従順な日本の風潮とが上手くかみ合ったとも言える。
その反面で、当事者が解決策の立案調整を調停委員会に依存しがちになり、当事者自身の自発的な工夫による創造的解決に向けた動機付けが弱まってしまうという問題が生じる。また、自称「被害者」の未検証の言い分を調停委員会が信じ込んでしまう危険性が高まる。そのような危険性が現実化せずに客観的には妥当な手続進行や結論が得られたとしても、当事者の主観においては、相手当事者の主張の詳細や根拠が分からず、自己の主張が正確に相手当事者に伝えられているのか、相手当事者の主張が正確に自己に伝えられているかも分からないまま、結論を受け容れるか否かの判断を迫られたという不満が残りやすい。すなわち、自発的合意なので自発的履行を期待できるという調停の利点を損なう可能性が高まることになる。
家事事件手続法の施行を一つの契機として、第1回調停期日冒頭での同席手続説明（当事者が同席して調停委員会から調停手続の進行に関する説明を受けること）、調停期日終了後の「終わりの会」（当事者が同席して調停委員会から当日の協議のまとめ及び次回期日までの準備事項に関する説明を受けること）、ホワイトボードの利用など、調停手続の透明性を高める工夫が各地の家庭裁判所で試みられている。
親権や監護権、面会交流や子の引渡しなどが争点になる事件においては、調停に際し、調停委員会の決議により、調停に家庭裁判所調査官が立ち会ったり、家庭裁判所調査官による調査が行われ、当事者間の合意形成を図る事案も多い。家庭裁判所調査官の調査報告書については、調停不成立になった場合においてもその後の家事審判や訴訟の重要な資料として活用されることが多い。

### 調停手続の終了 (日本)
合意に相当する審判の対象となる事件を除き、当事者間に合意が成立し、これを調書（調停調書）に記載したときは、調停が成立する（家事事件手続法268条1項）。実務上は、家事調停委員が当事者の意向を調整した後、裁判官に状況を報告し、裁判官が当事者間に合意を成立させるのを相当と認めたときに、調停委員会が揃って当事者全員の意向を改めて確認し（当事者も全員同席で確認することが多い。）、確認が完了した時に正式に合意が成立し、同時に調停も成立したものと取り扱う、という手順を踏むのが通例である。戸籍実務も、実際の調書作成日ではなく、合意の成立日に身分変動が生じたものと取り扱っている。調停委員会が調停を成立させたのに、裁判所書記官が調書への記載を拒否する事態は想定されていない。
調停委員会は、次の場合には調停手続を終了させることができる（調停をしない措置）。
1. 事件が性質上調停を行うのに適当でないと認めるとき（家事事件手続法271条）
2. 当事者が不当な目的でみだりに調停の申立てをしたと認めるとき（同条）

調停委員会は、次の場合にも調停手続を終了させることができる（調停不成立）。
1. 当事者間に合意が成立する見込みがないとき（同法272条1項）
2. 当事者間に成立した合意が相当でないと認めるとき（同項）

もっとも、調停不成立の場合には、調停委員会を組織する裁判官は調停に代わる審判をすることができ、一定期間内にどの当事者からも異議申立てがなければ、調停に代わる審判どおりの調停が成立したものとみなされる（同法284条）。調停に代わる審判は、2013年（平成25年）の導入から2017年（平成29年）まで毎年件数が増加（年間812件が年間5,520件に増加）しており、家庭裁判所がこの制度を積極的に運用していることが分かる。
別二調停が調停不成立で終了したとき、又は調停に代わる審判に対して異議が申し立てられたときは、当該調停の目的であった事項についての家事審判の申立てがあったものとみなされる（同法272条4項、286条7項。実務上は、「審判移行」と呼ぶ。）。
これに対して、一般調停が調停不成立で終了しても、当該調停の目的であった事項について裁判の申立てがあったとはみなされない。その事項について裁判の申立てがあっても、先行の一般調停とは連続しない手続と解釈されているため、当事者は、当該調停で提出した資料があっても、当該裁判の手続で改めて資料を提出する必要がある。

### 家事調停の効力 (日本)
家事事件手続法別表第二に掲げる事項についての調停調書の記載は確定審判（同法39条）と同一の効力を有するので（同法268条1項）、金銭の支払、物の引渡、登記義務の履行その他の給付が記載された調停調書の正本は、執行力のある債務名義の正本（民事執行法51条、25条本文）と同一の効力を有する（家事事件手続法75条）。つまり、権利者は、このような調停調書の正本に基づいて、執行文の付与を受けずに強制執行の開始を申し立てることができる。それ以外の事項についての調停調書の記載は確定判決と同一の効力を有するので（同法268条1項。ただし、家事調停に既判力があるか否かについては、学説に争いがある。）、執行文の付与を受ければ強制執行をすることができる（民事執行法22条7号、25条本文）。
扶養義務に関して成立した家事調停は、強制執行の際に通常の債務名義よりも優遇される（後述）。面会交流を定める調停条項も、間接強制による強制執行が認められることがある。
家事事件手続法は、強制執行以外にも、調停内容の履行支援策を用意している。調停により定められた義務の権利者は、家庭裁判所に申し出て、義務者に対して義務の履行を勧告してもらうことができる（同法289条1項、7項）。この制度を履行勧告と言う。また、家庭裁判所は、調停により定められた義務を履行しない義務者に対して、期限を定めて義務の履行を命じ、それでも義務者が義務を履行しないときは10万円以下の過料に処することができる（同法290条）。この制度を履行命令と言う。
しかし、強制執行、履行勧告及び履行命令のいずれも、義務者の行方や財産、勤務先を権利者が発見できて初めて実効性を持つ。日本では、公的機関が義務者に関する情報収集に協力したり、義務者の支払義務を立て替えたりするような強力な履行確保策はまだ実現していない。

### 家事調停の性格 (日本)
日本では、調停委員会が当事者に対して助言や提案をすることが多く、当事者の側でもそれを望ましい運用と捉える傾向が強い。また、調停委員会が調停をしない措置や調停に代わる審判のような法律上の介入権限を行使することは珍しくない。さらに、日本の法令は家事調停の担当裁判官が審判移行後の家事審判や調停終了後の人事訴訟を審理することを禁止していない。こうしたことから、調停委員会の示す見解は後の裁判の結論予測に役立つため、当事者の戦略に大きな影響を与える。
このようなことから、日本の家事調停は斡旋の一種ないしは Med-Arb （調仲 (ちょうちゅう)；調停 mediation と仲裁 arbitration とを併用する合意支援の手法）に近いものと言えるが、学説の中には、日本でも家事調停を合意支援と同様に運用すべきと主張するものがある。

## 主要な家事事件の類型 (日本)
日本の家事調停（2017年に139,274件、前年比1,366件減）で多い事件類型は、夫婦関係の調整（円満調整又は離婚）を求める調停（同45,777件、同1,940件減、構成比32.88％、前年構成比より約1.04ポイント減）、婚姻費用の分担を求める調停（同21,761件、同377件増、同15.62％、同約0.42ポイント増）、養育費を求める調停（同18,053件、同670件減、同12.96％、同約0.35ポイント減）、遺産の分割に関する処分などを求める調停（同14,044件、同1,278件増、同10.08％、同約1.01ポイント増）、子との面会交流に関する調停（同13,161件、同820件増、同9.45％、同約0.68ポイント増）などである。
特に子との面会交流に関する調停は、2000年（平成12年）に2,406件 だった事件数が2015年（平成27年）に12,263件 と5倍以上に急増した。その背景には、父親の育児に対する関心の高まり（イクメン現象）のほか、日本では祖父母と孫との面会交流に関する明文の規定がないために、祖父母が父親を介して孫との面会交流を求めるようになったことなどがある。

### 離婚に関する調停 (日本)
日本では、離婚件数全体のうち協議離婚が80％台後半を占め、調停離婚が10％前後を占め、裁判離婚が数%程度を占めている。
離婚は人事訴訟の対象となるから（人事訴訟法2条1号）、家事調停の対象にもなる（家事事件手続法244条）。離婚は、家事事件手続法別表第二に含まれない事項であり、合意に相当する審判の対象にもならない事項なので（同法277条1項）、離婚調停 は「一般調停」に分類される。
民法は単独親権制（離婚後は父母の一方のみが未成年の子の親権者となる制度）を採用しているので（819条）、未成年の子のいる離婚調停の当事者は、親権の帰属についても話し合う必要がある。また、離婚訴訟において、当事者は子の監護に関する処分、財産分与に関する処分又は年金分割に関する処分の申立てをすることができるので（人事訴訟法32条1項）、離婚調停においても、当事者は養育費、面会交流、財産分与、年金分割などを求める申立てをすることが認められている。
ところで、別居親と子との面会交流が充実しているほど別居親の養育費の履行率が高くなるし、逆も成り立つことは、世界共通の現象である。しかし、次に述べるように、日本の離婚制度には、当事者の感情的対立を緩和するという調停制度の良さを壊してしまう危険が数多く含まれている。
まず、民法は純粋な無過失離婚（ no-fault divorce ;一定期間の別居などの客観的な基準だけで裁判離婚を認めること）を採用しておらず（770条）、また、有責配偶者からの離婚請求が原則として認められない。そのため、離婚調停で離婚の当否自体が争われると、離婚を要求する当事者も、離婚を拒む当事者も、相手当事者の非を事細かに主張する傾向がある。
また、離婚訴訟において、離婚請求と、離婚請求の原因事実から生じた損害の賠償請求とを併合することが認められるので（人事訴訟法17条1項、2項）、離婚調停においても、当事者が併せて慰謝料を求める申立てをすることが認められる。そして、日本の裁判実務は離婚自体慰謝料（婚姻関係を破綻させたこと自体を理由とする慰謝料）の請求を認め、離婚自体慰謝料の請求原因事実は、不貞や家庭内暴力のように、違法であることが明確な行為に限られないと解釈している。そのため、当事者双方とも、相手当事者の不当な言動を数多く主張立証して優位に立とうとする傾向がある。
さらに、日本は、親子交流支援の面でも、ひとり親支援 の面でも、改善が遅い法域と言われる。つまり、養育費確保支援が不十分なために、同居親は、離婚慰謝料を獲得するために別居親を攻撃して、報復感情の充足と養育資金確保の両方を図ろうとする。また、面会交流支援が不十分なために、当事者双方が子の親権を希望して相手当事者を攻撃したり、逆に、別居親が最初から親子交流の維持を諦めて、面会交流も養育費の負担も拒否することが少なくない。そのうえ、日本にはステップファミリー（拡大家族）という家族観（未成熟子と血縁や養育関係のあるすべての人が家族であるという家族観）が未定着であり、同居親の別居親に対する嫌悪感自体を面会交流の子への悪影響と捉える傾向も残っている（母子密着に寛容という文化的背景がある。）。こうした背景が、同居親が面会交流を単なる面倒ごととみなす傾向に拍車をかけている。
韓国（後述）等における運用にも刺激を受けて、こうした状況を少しでも改善しようと、大阪家庭裁判所が2015年（平成27年）11月から「親ガイダンス」を開始し、未成年の子のいる離婚調停の当事者に対して、子の利益を中心に置いた話し合いをするよう促している。同種の取組は、その後、各地の家庭裁判所に広がっている。
離婚をする調停を電話会議による期日で成立させることは認められていない（家事事件手続法268条3項、54条1項）。また、離婚の意思表示を代理人にさせることはできないと解釈されている。そのため、家庭裁判所の実務では、離婚をする調停を成立させるには、当事者双方の本人が同じ期日に家庭裁判所に出向く必要があると解釈されている。相手当事者に対する恐怖や仕事の都合などで出席できないと主張する当事者本人がいるときは、調停委員会が電話などでその当事者本人の意思確認をした上で、調停に代わる審判をすることが多い。
東京家庭裁判所には、人事訴訟において、当事者本人の一方が期日に出席していなくても離婚をする和解を成立させる運用をしている裁判官がいるが、日本全土に普及している運用ではない。離婚調停においては、同種の運用は見られない。

### 扶養義務に関する調停 (日本)
日本の民法は、配偶者間の婚姻費用分担義務（760条）及び未成熟の子に対する扶養義務（766条1項）を定めるが、具体的な金額の算定方法を指示していない。これらの扶養義務の内容は、当事者間の合意、家事審判又は家事調停（婚姻費用分担調停、養育費調停）によって、金額の定まった具体的権利義務になる。婚姻費用分担金支払義務や養育費支払義務を定める家事審判及び家事調停は執行力を持つが（前述）、当事者間の合意に執行力を持たせるには、別に債務名義を取得する必要がある。
扶養義務の内容に争いがあるときは、裁判実務は、裁判官の私的研究会が発表した 養育費・婚姻費用算定表 に従うことが多い。この算定表は、扶養義務者が扶養義務を負う未成年の子（0人～3人）を全員扶養権利者が監護していることを前提として、婚姻費用と養育費とに分けて、未成年の子の年齢及び人数に応じて合計19の表が用意されており、扶養権利者及び扶養義務者の経済力（給与収入又は事業所得）によって扶養義務者の標準的な支払額を割り出せる仕組になっている。この算定表は、利用方法が単純で非専門家にも利用可能であることが評価されているが、合理性や柔軟性に欠けるし扶養義務者の負担額が低すぎるとの批判も強い。
扶養義務は家事事件手続法別表第二に掲げる事項なので（同表二項、三項、民法760条、766条2項、3項）、扶養義務に関する調停が不成立により終了したときは、家事審判の手続が始まる。そして、上述のとおり、扶養義務の内容には公表された目安があるので、当事者は家事審判の結果を予測しやすい。そのため、扶養義務に関する調停は成立したり調停に代わる審判が確定する割合が高い。
調停で婚姻費用分担金、養育費又は扶養料の定期的な支払義務が定められたときは、一度でもその不履行があれば、権利者は、義務者の給料債権や役員報酬請求権の差押えを一度申し立てれば、その後に支給日を迎える給料債権等から継続的に婚姻費用分担金等を回収することができる（民事執行法151条の2）。また、上記の権利者は、給料、俸給、賞与などの債権の手取額の2分の1（手取額が66万円を超えるときは手取額から33万円を控除した残額全部）を差し押さえることができ、退職金債権の手取額の2分の1を差し押さえて婚姻費用分担金等を回収することができる（同法152条3項。通常はそれぞれ4分の1のみが差押え可能）。さらに、上記の権利者は、間接強制（義務者の債務不履行に対して比較的簡易な手続で制裁金の支払を命じる制度）を申し立てることもできる（同法167条の15第1項）。

### 監護権に関する調停 (日本)
監護権 ( de: Aufenthaltsbestimmungsrecht, en:child custody ) に関する家事事件の特徴は、調停申立てが審判申立てと比べて相対的に件数が少なく、調停成立率も低い点にある。つまり、監護権争いについては、当事者が協議による解決ではなく裁判による判断を求める傾向が相対的に強い。
日本の裁判実務は、監護権争いの事案について、以下のような事情を重視して判断している。
- 継続性の原則（監護の現状をできるだけ維持する。）
- 主な監護者の優先（当事者が同居していた時に、どちらが主に子を監護していたか。継続性の原則と同じ発想の基準といえる。）。
- 監護環境の優劣。主な考慮要素は、資産、収入、住環境、自ら子の監護を行う時間や体力の余裕、虐待の危険性、監護補助者の存否などである。
- 子の意向。日本の家庭裁判所は、10歳以上の子の意向を考慮することが多く、15歳以上の子の意向[178] を重視する。
- 兄弟姉妹不分離の原則（兄弟姉妹全員をできるだけ一人の者に監護させる。）
- 面会交流の許容性。ただし、日本の裁判実務には、面会交流の許容性を継続性の原則や監護環境の優劣ほどには重視しない傾向がある[179]。
- 同居親が単独監護を違法に開始していないか（例えば、先行する調停や裁判に違反していないか。）。この点については、後述する。
- 不貞行為は、不貞関係に夢中になって子の監護を怠るような場合を除いて、重視されない。

日本に限らずどこの国でも、父母の関係が悪化すると、一方の親が他方の親に無断で子を連れ出して別居を開始することがある。しかし、日本の裁判実務は、主な監護者（同居時に子の監護の大部分を担っていた親）がこのような子の無断連れ出しを行っても、脅迫や暴力が伴わない限り、違法性が小さいとみなす傾向がある。日本では、母が子の主な監護者であることが多く、子の連れ出しを行う親も母が多い。裁判実務は、「母が父に無断で子を連れ出したことを非難しても、結局は母が監護者として適切なのであれば、最初から母を非難すべきでない。」という発想をしているのである。日本は、ドイツなど他の先進国と比べて国際的な子の奪取の民事上の側面に関する条約の批准が遅かった国であるが、このことは、裁判実務だけでなく日本の社会全体で、親子の分離において公正な手続を履むことよりも、DV被害者が子連れで避難する必要性を重視する意見 の方が優勢であることを示唆する。
日本は、ドイツの監護法制と似た法制を持つが、前述した日本の裁判実務の発想とは対照的に、ドイツでは、監護権（居住権）に関する協議や裁判は別居前に行うべきものという認識が浸透している。日本の裁判実務は、ドイツではなくアメリカの裁判実務と傾向が似ていると言える。
前述のとおり、監護権に関する調停には家庭裁判所調査官が関与する事案が多い。家庭裁判所調査官は、期日に立ち会って調停委員会に専門的知見に基づく助言を行い、子の監護状況や子の心情・意向の調査などを行っている。この場合の調査は、①両親から同居時の監護に関する役割分担、別居後の同居親の監護状況、別居親の予定している監護環境などを陳述書や面接により聴取し、②両親の家庭を訪問して実地調査をし、③子に面接して心情や意向を聴取する、という手順を基本とする。調停委員会は家庭裁判所調査官の調査結果を重視することが多く、この調査結果は、調停が成立せず事件が審判に移行しても、裁判官の判断に大きな影響を及ぼす。

### 面会交流に関する調停 (日本)
日本は、20世紀末頃から急速に未成年者の数が減少していった国であるが、前述のとおり、同時期に面会交流 ( en: visiting ) に関する調停の申立て件数は急増した。日本に限らずどこの法域でも、面会交流は、当事者の合意に基づくものであってはじめてその意義を十分に発揮できると考えられているが、同時に面会交流を巡る紛争は、合意形成の非常に難しい紛争領域であるとも考えられている。
日本の面会交流に関する裁判実務を主導しているのは、「子の福祉の観点から面会交流を禁止・制限すべき事由が認められない限り、面会交流の円滑な実施に向けて審理・調整を進めるべきである」 という考え方である。このような考え方はドイツBGB1684条4項にも見られる普遍的な考え方であるが、家庭裁判所が「同居親は著しい苦痛を被ってでも面会交流に協力しなければならない」といった非科学的な教条主義的運用に陥りがちであると警告する見解も根強い。
前述のとおり、面会交流に関する調停には家庭裁判所調査官が関与する事案が多い。家庭裁判所調査官は、期日に立ち会って調停委員会に専門的知見に基づく助言を行い、子の心情や意向の調査などを行っている。この場合の調査は、①両親から同居時の別居親と子との関わり方、同居親の監護状況や面会交流に対する懸念、別居心の希望する面会交流の実施方法を陳述書や面接により聴取し、②子に面接して心情や意向を聴取し、③事案によっては別居親と子を試行的に面会させて、別居親と子との交流場面を観察する（試行的面会交流（しこうてきめんかいこうりゅう））、という手順を基本とする。調査結果が調停委員会や裁判官に大きな影響を与えることは、監護権に関する調停と同様である。

### 遺産分割に関する調停 (日本)
遺産分割に関する家事紛争は増加傾向にある。最高裁判所事務総局「司法統計家事事件編」の各年度版第3表、第4表によると、「遺産の分割に関する処分など」を目的とする家事審判事件及び家事調停事件の新受件数合計は次のとおり推移している。
| 西 暦    | 2000   | 2005   | 2010   | 2015   | 2017   |
| -------- | ------ | ------ | ------ | ------ | ------ |
| 家事審判 | 1,748  | 1,869  | 2,125  | 2 012  | 1,972  |
| 家事調停 | 9,162  | 10,130 | 11,472 | 12 975 | 14,044 |
| 合 計    | 10,910 | 11,999 | 13,597 | 14,987 | 16,016 |

この時期の日本では、ベビーブーム世代が老年期に達し、母集団となる死亡者数（相続の発生件数）が増加している。また、権利意識の高揚により、伝統的な長男相続に納得しない兄弟姉妹が増加し、主張も硬化する傾向がある。少子高齢化の進展により兄弟姉妹相続が増加していることに加え、長寿化により被相続人の年齢が（したがって相続人の年齢も）高齢化したことに伴い、代襲相続（本来の相続人が被相続人より先に死亡したときは、その相続人の子が代わりに相続人となる制度）や再転相続（被相続人の死亡後、遺産分割が完了する前に相続人が死亡し、死亡相続人の地位を死亡相続人の相続人が承継すること）が発生し、相互に縁の薄い多数の相続人が遺産分割の当事者になる事案が増加している。さらに、人口の都市部への集中に伴い、相続人間で被相続人の世話の分担に差が生じやすくなり、法定相続分の取得を主張する都市部居住相続人に対する反感が芽生えやすくなっているし、被相続人自身が都市部住民である事案が増加したことに伴い、遺産不動産が高価だが市場性は低い事案も増加している（遺産に十分な金融資産が含まれるか、相続人の中に十分な金融資産を有する者がいないと、調整が困難になる。）。こうした事情が絡み合って、遺産を巡る紛争自体が増加し、個々の紛争もますます解決困難になっていると言われている。
遺産分割に関する調停では、通常、①相続人の範囲、②有効な遺言の有無及び効力の範囲、③遺産の範囲、④遺産の評価、⑤寄与分（被相続人の財産の維持増殖に特別な貢献をしたこと）、特別受益（遺産の先渡しに当たる贈与や遺贈）の有無及び額、⑥遺産の分割方法が問題となる。

## 諸外国における家事調停

### カリフォルニア州の家事調停
カリフォルニア州は、アメリカの中でも最初期に調停前置主義を家事紛争に導入した州である。同州は、調停人による裁判所に対する報告制度も設けている。
アメリカでは、古くから斡旋裁判所 ( conciliation court ) に斡旋相談員 (  conciliation counselor ) が置かれていた。もっとも、1960年代のアメリカでは、裁判所の相談員の役割は夫婦の円満調整である、というのが一般的な認識であった。
1970年代に入ると、離婚を容認する社会的風潮が定着し始めた。1973年からロサンゼルス斡旋裁判所が子の監護及び訪問に関する紛争の調停を試行し、1981年にカリフォルニア州法がこれらの紛争について調停前置主義を導入した。
カリフォルニア州家族法典は、家事調停の規定を第5分冊（斡旋手続）及び第8分冊（子の監護）第2部（未成年の子の監護権）第11章（監護及び訪問に関する問題の合意支援）に置いている。
斡旋手続の概要は次のとおりであり、もともと円満調整を目指す手続であったという伝統の名残が残っている。
上級裁判所は、郡内の社会情勢や家庭関係事件の数を考慮して、庁内に家事調停裁判所及び斡旋相談員を置くことができる（同法典1802条、1810条、1814条）。斡旋相談員は、斡旋期日を開いて当事者から事情を聴き、家事調停裁判所の裁判官に対して手続に関する勧告を行うほか、裁判官から求められた事件について審問を行い、調査をし、子の監護及び訪問に関する紛争の合意支援を行うなどの権限を有する（同法典1814条b項、c項）。これらの期日及び審問は、すべて非公開とされている（同法典1818条a項）。
家事調停裁判所が管轄権を有するのは、配偶者間に紛争が生じ、又は婚姻の状態を問わず両親間に子の監護若しくは訪問に関する紛争が生じている場合であって、和解ができなければ当事者の婚姻が解消され、婚姻が無効化され又は法定別居若しくは世帯の混乱に陥るおそれがあり、これによって配偶者間若しくは両親間又はこれらの者の一方の未成年の子の福祉に影響を及ぼす可能性があるときである（同法典1830条a項）。家事調停裁判所は、当事者間又はその一方に未成年の子がいると否とを問わず、家庭内暴力を伴う紛争が生じているときにも管轄権を有する（同条b項）。
監護権又は訪問権の決定、当事者間の婚姻の解消、無効原因のある婚姻の無効化又は法定別居を求める訴訟手続を提起する前に、当事者の一方又は双方は、家事調停裁判所に管轄権発動の申立てをすることができる（同法典1831条）。当事者間の婚姻の解消、婚姻の無効化又は法定別居を求める申立てがある場合において、配偶者間又はその一方に未成年の子があり、婚姻の解消若しくは世帯の混乱又は子の監護に関する紛争の存在により子の福祉に悪影響が及ぶおそれがあり、かつ、当事者間に和解が成立する合理的な見込みがあるときは、裁判所は、申立ての係属中いつでも、事件を家事調停裁判所に移送することができる（同法典1841条）。
当事者間に和解の合意が成立したときは、これを書面にまとめることができ、当事者双方の同意があるときは、裁判所は、当事者双方に対し合意に完全に従うよう求める命令を発することができる（同法典1839条b項）。
合意支援手続の概要は、次のとおりである。
上級裁判所の各庁は、合意支援を提供するために家事調停裁判所を設置する必要はないが、調停人を利用できるようにしなければならない（同法典3160条）。裁判所は、調停人変更の要求その他の合意支援に関する一般的な問題に対応する地域規則を策定する（同法典3163条）。家事調停裁判所、保護監察局、精神保険部局の専門家職員その他の個人又は組織であって裁判所から指名を受けたものが、調停人になることができる（同法典3164条a項）。調停人は、家事調停裁判所の斡旋相談員と同様の知識・経験を要求される（同条b項）。
裁判所は、一時的又は恒久的な監護又は訪問に関する裁判の提起、申請その他の申立てがあり、監護、訪問若しくはその双方に争いがあると見えるときは、争われている事項を合意支援に付すものとされている（同法典3170条a1項。これがカリフォルニア州の調停前置主義 ( mandatory mediation ) である。）。また、一時的又は恒久的な監護又は訪問に関する裁判を新たに得又は変更することを提起し、申請しその他申し立てる前であっても、事件の当事者は、裁判所に監護又は訪問に関する問題を合意支援に付すよう求めることができ、裁判所はこの問題を合意支援に付すことができる（同条a2項。ただし、2018年1月1日から2019年末日までの時限立法。）。なお、家庭内暴力事件は、特別の手続が適用される（同条b項）。継父母又は祖父母の訪問に関する裁判の提起又は申請があったときも、裁判所は、その問題を合意支援に付すものとされている（同法典3171条a項）。
監護又は訪問に関する争点を解決するために合意支援が必要となったときは、合意支援により当事者が成立させる合意は、養育計画、監護若しくは訪問に関する問題又はこれらの複合する問題を解決するためのものに限定され（同法典3178条a項）、継父母又は祖父母が訪問権を求めるときは、合意は訪問に関する問題を解決するためのものに限定される（同条b項）。裁判所は、いつでもその裁量により、合意支援により成立した監護又は訪問に関する合意を同法典第8分冊第2部第1章、第2章、第4章及び第5章に従って修正することができる（同法典3179条）。
リバーサイド郡、サンディエゴ郡など では、調停人は、地域の裁判所規則に従って、裁判所に対し、子の監護又は訪問に関する勧告を提出することができるが、この勧告は、審問に先立ち、先に当事者及びその弁護士（未成年の子の代理人を含む。）に提供されるものとされている（同法典3183条a項）。この勧告制度と同様に、調停機関から裁判機関に対して情報を提供させる制度は、韓国の家事調停にも取り入れられている。
カリフォルニア州の調停前置主義を肯定的に評価する見解はもちろんあるが、アメリカでは、合意支援には任意性及び秘密保持が必要不可欠と考える見解が有力である。特に、秘密保持が担保されないのは合意支援の本質的価値を損なうものである、という批判が強い。
オレンジ郡、ロサンゼルス郡など の上級裁判所は、カリフォルニア州家族法典3188条に基づく秘密合意支援計画を定め、調停人の裁判所に対する勧告や意見の提出を禁止する制度を実施している。

### チリの家事調停
チリは、ピノチェトの軍事独裁を産んだことはあるが、近代以降、中南米諸国の中では総じて政情が安定し、比較的しっかりした法治国家と評されている。同国は経済的にも発展し、2010年には南米諸国で最初の経済協力開発機構加盟国になり、包括的及び先進的な環太平洋経済連携協定 (TPP11) の原協定署名国になっている。以下に述べるとおり、チリの家事調停は、制度設計の面でも運用面でも国家の介入が比較的強いため、民間の調停人を活用した公営の裁判外紛争処理制度とみることができる。
南米では、チリに先行して、コロンビアが「裁判所の負荷を緩和し、裁判外処理を実施する仕組を創設するための1991年法律第23号」により家事紛争の分野に合意支援を導入し、アルゼンチンが法律第24,573号（合意支援及びあっせん法）（1995年）により民事事件・家事紛争の分野に包括的な調停前置主義を導入していた。
ハーバード流交渉術を基にした合意支援の技法は、アルゼンチンで現地化され、チリの実務家は、アルゼンチンに学んだ技法を自国に導入した。そして、コンセルタシオン・デモクラシア政権の下で、家事紛争に関する司法制度の改革が企図された。当時の政権は、伝統的な対審構造の司法手続は家庭内紛争の解決には不向きであると考え、1997年11月3日に下院に対し、家事紛争の分野への合意支援の導入等を盛り込んだ法案を提出した。同法案には、現行の家裁創設法と同様の事件類型（後述）について義務的調停を行う旨の規定も含まれており、2001年5月30日に下院に提出された同法案の差替案も、この規定を維持していた。しかし、上院では義務的調停による手続遅延のおそれが懸念されたほか、義務的調停が合意支援の自発性の原則と整合しないとの指摘もあり、結局、2004年8月25日に公布された家庭裁判所を創設する法律第19,968号（同月30日施行）には、義務的調停に関する規定が置かれなかった。
ところが、法律第19,968号が施行された直後から、特に大都市部の家庭裁判所は大量の事件処理に追われ、頻繁に審理を遅延させた。立法前の想定では、家事調停が家事紛争の25％程度を処理し、家庭裁判所の負担を緩和すると期待されていたが、実際には、家事調停の件数は家事紛争の10％にも満たなかった。そのため、政府は早くも2006年8月17日に下院に対し、法律第19,968号の改正法案を提出し、一部の事件類型に義務的調停を導入することなどを提案した。2008年8月28日、法律第19,968号に基づく組織及び手続の改正を導入する法律第20,268号（2008年）が公布され、家事調停の手続が改正された（以下、改正後の法律第19,968号を「家裁創設法」と言う。）。
家裁創設法103条による調停の定義は、典型的な合意支援そのものである。また、同法105条が掲げる調停の原則も、合意支援の理念型と一致する。しかし、ある論者 によると、アメリカの文化を不確実性受容的、個人主義的、能動的、水平的、論点集約的な文化だとすれば、チリの文化は不確実性回避的、集団主義的、受動的、垂直的、多面展開的な文化であり、チリ人当事者は、調停人に「先生」あるいは「交通整理のお巡りさん」の役目を期待するために、調停に評価的 ( evaluative ) 手法が用いられる傾向があると言う。
調停人は民間人であるが、調停人が同法に定める家事調停を主催するには、専門課程を修めた学歴を有し、家庭内暴力等による前科がなく（同法112条4項）、その他控訴院が定める資格要件を満たし（同法113条1項）、司法省が管理する調停人登録簿に登載されることが必要である（同法112条1項）。調停人登録簿に登載される調停人は、司法省が地域毎の需要予測に基づき調停人の定員を定め、競争入札を行うことによって選別される
また、調停人の業務地域は、最小でも、家事紛争に関する権限を有する第一審裁判所の管轄区域に対応するものでなければならないとされており（同条2項）、業務供給の地域的偏在を緩和する対策が採られている。この業務の地域的制限に対しては、調停人の側から疑問の声も上がっている
義務的調停についても、任意的調停についても、調停人の指名は当事者の合意によるのが原則であるが（同法107条1項1文、2項2文）、指名の合意ができないとき又は当事者が裁判所に指名を委ねたときは、裁判官が調停人を指名する（同条1項2文、2項3文、3項以下）。同条が求める調停業務の公平な分配を実現するため、SIMEF ( Sistema Informático de MEdiación Familiar ) と呼ばれるコンピュータシステムが整備されており、実際の指名手続と第1回調停期日の指定手続は、裁判所で行われる。
家裁創設法が規律する家事調停の対象は、家庭裁判所の権限に属する事項全般であるが（同法106条4項、8条)、家庭内暴力に関する法律第20,066号を適用する余地のある事件は、例外的な場合にのみ調停の対象となる（家裁創設法106条6項、96条、97条）。
扶養の権利、子の身上監護及び親の面会権については、婚姻から生じる役目又は義務の著しい違反を構成する婚姻破綻事由がある場合を除き、訴えを提起する前に調停を試みることが必要である（同法106条1項、2項、法律第19,947号54条；義務的調停）。義務的調停は、当事者については原則として無償であるが、これを賄うに足りる資力を有する者は、その全部又は一部の負担を求められることがある（家裁創設法114条1項、2項）。
義務的調停事項以外の事項（任意的調停事項）については、調停を行うことについて当事者間に合意があるとき、又はその事項に関する訴えの提起を受けた裁判所が調停案内を行い、裁判所の調停案内を当事者が受諾したときに、調停が行われる（同法106条4項、107条2項）。代表的な任意的調停事項としては、子の教育方針、親権の行使、子の出国の許可、経済的補償（ compensación económica ；日本法の概念で言うと、離婚後扶養に似た制度）、家族資産の宣言（ declaración de bienes familiares ；配偶者の一方がその特有財産を家族の生活基盤として宣言すると、以後、これを処分するには配偶者の他方の同意が必要になるという制度）、財産の司法分離（ separación judicial de bienes ；日本法の概念で言うと、婚姻関係破綻が公認された（司法分離）ときに行われる財産分与に似た制度）、婚姻関係の解消などが挙げられる。もっとも、人の民事上の地位に関する事項であって民事婚姻法の適用範囲にある事件を除くもの、禁治産宣告、未成年者虐待の事件及び未成年者養子縁組の手続は、当事者の任意処分に委ねるべきでないため、調停の対象とすることが禁止される（同法106条5項）。任意的調停の費用は原則として当事者が負担するが、負担額には上限があり、かつ、資力の乏しい当事者がいる事件では当事者双方がその負担を免除される（同法114条2項、法律第19,968号の調停人登録簿に登録された調停人が受領することができる新しい上限料金を定める2016年12月30日司法省令、Ministerio de Justicia, División Judicial Costos de la Mediación Previa y Obligatoria ）。
家事調停の申請件数は、家裁創設法の改正以降増加傾向が続いており、2017年には年間246,957件に達した。統計によると、家事調停は当事者が調停実施機関に対して自発的な申請をすることにより開始されるのが通例であるが、大都市（サンティアゴ、バルパライソ、コンセプシオン）を抱える比較的人口の稠密な地域では、その他の地域と比較すると、人口比以上の申請件数があり、かつ、裁判所又は司法扶助法人 ( Corporaciones de Asistencia Judicial ) からの案内により申請された家事調停が多い。このことは、大都市部に未成年の子女を抱える夫婦（家事調停の対象となる紛争の母体）が集中していることと、地方では調停の需要の掘り起こしや調停人へのアクセスに改善の余地があることを示唆している。
また、司法省は、研究者に委託してECAMEと呼ばれる調停の質の評価手法を設定し、調査結果の分析と公表を行っている。その手法や分析結果については、Ministerio de Justicia, División Judicial Auditorías y estudios に掲載された各論文で紹介されている。ECAME の評価手法については様々な検討の余地があるとしても、ラテンアメリカ諸国の調停の質を比較可能にするという野心的な設計思想や、当事者の満足度が向上しているとされること は、注目に値する。

### フランスの家事調停
フランスでは、後述のサッシャー委員会の「家事調停とは、破綻又は分離によって影響を受ける人々の間で、中立、独立かつ資格を有するが結論を押し付けることのない第三者である家事調停人が、秘密を保持して事情を聴くことを通して当事者間の意思疎通を支援し、ますます多様化し変化し続けている家族という領域における紛争を管理することを支援し、もって、自律性と責任とに焦点を当てた家族関係を構築し又は再建する手続である。」という定義が引用されることが多い。つまり、フランスで「家事調停 médiation familiale」と言えば、裁判所外の有資格者の調停人による合意支援を意味するのが通例である。
家事調停は、当初は別居しても親としての役割を維持したいと願う両親のために提供されていたが、今日では多様な家族を扱っている。両親、子ども、祖父母、兄弟姉妹、ステップファミリー、家族事業における別居ないしは破綻、相続、成人したか否かを問わず扶養を要する家族の世話などの、答えのない問題に取り組んでいる。

#### 家事調停制度の沿革 (フランス)
フランス語圏の法域で最初にアメリカにおける合意支援の実践を導入したのは、ケベック州（カナダ）の実務家たちである。1981年2月にモントリオール市で司法省、社会問題省、モントリオール上級裁判所、弁護士会、司法扶助会及びモントリオール市社会サービスセンターの協定に基づく家事調停サービスが開始され、1984年4月に常設化されたほか、同年にはケベック市社会サービスセンターによる家事調停サービスが開始された。
「本家」であるフランスの実務家が合意支援に着目し始めたのは1984年頃である。ベルサイユの父母児童協会 ( L’association Père Mère Enfant, APME ) は、主にモントリオール家事調停サービスセンターにおける実践を学び、1987年に家事調停サービスを開始した。1988年にPTA全国連盟 ( Fédération Nationale des Écoles des Parents et des Éducateurs, FNEPE ) が主にパリ地域支部で家事調停サービスを開始した。また、政府も、1988年4月以降、調査研究の委託やケベック州への調査団派遣を行い、フランスへの家事調停の導入準備に着手した。
1988年7月にAnnie Babu 及び Lorraine Filion が家事調停協会 (l'Association Pour la Médiation Familiale, APMF) を設立し、その後、同協会やモンペリエの親子調停協会などの家事調停の推進を目指す諸団体が連携して、全国家事調停連盟 (la Fédération Nationale de la Médiation Familiale, FENAMEF) などの全国的組織を設立した。
1995年2月8日の裁判所の組織並びに民事、刑事及び行政訴訟に関する法律は、第2編第1章（21条から21条の5まで）を「合意支援」と題し、調停人の守秘義務などを規定した。また、民事訴訟法典131条の1は、裁判官が調停人を指定して合意支援を試みさせることを認めた。
2001年及び2003年から2004年にかけての2度にわたり、モニーク・サッシャーが率いる家事調停に関する国家諮問委員会（サッシャー委員会）が報告を行い、これらの報告に基づいて、所定の訓練を経た調停人に国が修了証書を授与する制度を創設し、2006年には国家扶養手当基金を通じた調停人の能力開発のための全国計画が始まった。
立法の分野でも、2002年3月4日の親権に関する法律が共同親権制を原則とするとともに、両親が離婚後の親権の行使に関する協議をする場として、家事調停を制度化した（民法第373条の2ないし10）。2004年5月26日の離婚改革に関する法律が子を持つ離婚当事者への支援を規定したことにより、家事調停の有用性は高まった。家事調停は、2005年1月1日以降、2004年の離婚手続法（民法第255条第1項、第2項）でも言及されている。
しかし、現場の司法官や弁護士の理解が広がらず、しばらくの間、家事紛争の付調停は低迷していた。
2015年3月（2015年3月11日のデクレ第2015-282号）以降、全ての原告は、訴訟手続を開始する前に、友好的な措置をとったことを説明しなければならない。家族法にこれを当てはめると、調停は家事事件判事に申立てをするための前提ということになる。
2016年11月18日の21世紀司法近代化法7条に基づき、2019年12月31日まで、特定の大審裁判所 (フランス) において、訴えを提起する前に調停を試みることを義務づける実験が行われている。

#### 家事調停の対象 (フランス)
離婚事件において、家事事件判事は、配偶者双方に合意支援を提案し、双方の同意を得たうえで、家事調停人を指定してその手続を行わせることができる（民法255条1号）。また、家事事件判事は、配偶者双方に家事調停人と面談して合意支援の目的及び手続について教示を受けるよう勧告することができる（同条2号）。親権行使に関する事件についても、家事事件判事には同様の権限が与えられている（同法373条の2の10第2項、3項）。
また、前述の特定の大審裁判所では、子の常居所、面会交流権、未成熟子の教育及び扶養に関する分担、家事事件判事が取り扱うことのできる親権の行使態様に関する決定（通学先の決定など）について、家事事件判事が以前に行った決定又は家事事件判事の同意を得た合意を変更する訴えを提起しようとする者が、調停を試みずに訴えを提起したときは、家事事件判事は訴えを不適法として却下する。ただし、両親が共同して親権合意の調整を申請するとき、親の一方が他方又はその子に対して暴力を振るったことがあるときその他家事事件判事が調停を試みないことに相当な理由があると認めるとき（地理的距離、相手方の拘禁、病気など）は、調停を試みないで訴えを提起することができる。

#### 専門職化 (フランス)
家事調停団体は、フランス国家から、その専門性の認証を求められてきた。国が修了認定をした家事調停人は、主に国の関係団体（CAF や UDAF といった補助金受給団体）で仕事をしている。2003年12月2日のデクレ第2003-1166号に基づく家事調停人国家修了認定 (diplôme d'État de médiateur familial, DEMF) レベル2は最近補正され、595時間の課程を経るものとされている（2012年3月19日のアレテにより改正され、2012年8月2日のアレテにより再び補正され、2012年8月22日の官報第0194号で公布された。）。論争の対象は、とりわけ調停・交渉専門家会議所 (la Chambre professionnelle de la médiation et de la négociation) によって指摘されたものは、論争を細分化するものであり、他方で調停は横断的な技能と文化的及び法的な選好に導かれた含蓄を必要とするものであるために、DEMF の最新版の作成に影響を与えなかった。
APMF も FENAMEF も、家事調停の専門性は、家族内では、二人の隣人の間で、あるいは二つの組織の間でさえも、何が起こったのかは余り重視されず、感情が決定的な役割を果たすような場面で人間関係が動くという事実により正当化されると論じている。それ故に、調停中もこの極めて特殊な性質を考慮に入れる訓練が必要なのである。
2007年10月20日の会同の後、調停・交渉専門家会議所は、DEMF の廃止を求めた。当該団体は、次のように述べている。
調停・交渉専門家会議所は、国家家事調停人修了認定が各分野にまたがる文化的な含蓄を含んでいることを強調する。調停の特定の状況に関しては、国家が後援する修了認定を発行することが、まさに調停の精神を毀損するような文化的選好を表明することにつながる。これに加えて、「専門化された」修了認定は、人々の間の困難や紛争の広がりを型にはめてしまい、家族という側面は特定の状況のある一面に過ぎないために、その状況をまるごと取り扱うことができなくなっているのである。それゆえ、当会議所は、この修了認定を確立している2003年12月2日のデクレと社会活動及び家族法典R451条の66からR451条の71までを削除するよう求めるものである。
政府当局はこの削除要求を拒否した。今日フランス本土及び DOM-TOM で国家の認証を受けた全ての実務家が、この拒否を支持している。ベルギーやスイスを含む多くの外国人学生が DEMF を取得するために来仏し、良質な専門家としての認定を受けている。

#### 教育訓練 (フランス)
フランスにおける家事調停人は、2003年12月に創設された国家修了認定の取得を義務付けられた専門家である。国家修了認定は、560時間にわたる2年間の理論課程と105時間にわたる家事調停人との実務修習を経た後に与えられる。
この修了認定は地域圏知事が授与する。研修を受講するには、社会、保健又は法のいずれかの領域で国家修了認定を有するか、専門家としての経験を有していなければならない。修了認定を受けるには、認証教育機関において2年以上にわたる準備を要する。そこには、560時間の理論教育課程と105時間の実習とが含まれており、実施手順の最新版は2012年8月2日のアレテで定義された。調停及びその手続と倫理に関する理論教育は、法学、心理学及び社会学の課程で提供される。試験には学位論文の発表も含まれている。
調停を実践している他の国と比較して、フランスにおける訓練はより重くかつ体系化されている。訓練は、ナンテールのパリ第十大学常設訓練センターやリヨンの家族学研究機構のような認証された拠点である地域圏社会福祉研究機関 (Institut Régional du Travail Social, IRTS) が提供している。家事調停国家修了認定 (DEMF) は、青少年・スポーツ・社会連帯地域圏総局 (Direction Régionale de la Jeunesse, des Sports et de la Cohésion Sociale, DRJSCS) が組織する審査員団の面前で行われる学位論文の発表を経て与えられる。DEMF は国の助成を受ける全ての家事調停サービスで必要になる。DEMF は、本部をパリ第12区に置く家事調停協会 (APMF) に関連する実務家でいようとするときにも取得する義務がある。
認可を受けた大学は、家事紛争を含む総合的な、あるいはこれに特化した、導入的及び継続的な訓練課程（調停学士、調停修士……）を既に設立している。調停交渉専門家会議所は、調停に関する総合的かつ行動学的な訓練を推奨している。この観点から、同会議所は、自然人及び法人の多様性を許容し、対象者に対する哲学的かつ行動学的な働き掛けを促進するため、専門調停人適合認定 (Certificat d'aptitude à la profession de médiateur, CAPM) を発行している。

### イタリアの家事調停
イタリアでは、1987年にミラノで家事調停の普及活動を目的とする団体が設立されたのを皮切りに、各地に任意団体が設立され、調停人の教育及び義務に関する自主規制基準を公表する団体も現れるようになった。エミリア＝ロマーニャ州では、1994年以降、公的機関による全州均質の家事調停が提供されるようになり、2002年には州立家事調停研究センターが設立され、同センターが家事調停機関の支援を行っている。2018年4月10日にはミラノ地方裁判所内に家事調停情報室が開設され、家事調停に関する情報提供や公私の調停人の紹介を行っている。
イタリアの調停を一般的に規律するのは、2010年3月4日立法命令第28号と「民事及び商事紛争を解決するための合意支援に関する2009年6月18日法律第69号第60条の告示」である。イタリアでは、一部の紛争分野で調停前置主義が採用されており、家事紛争の分野では、尊属（親、祖父母、曾祖父母など）から卑属（子、孫、ひ孫など）への事業承継に関する紛争について、調停を経由していることが訴え提起の訴訟条件とされている。その他の家事紛争では調停の経由は任意的であるが、子の監護に関する訴訟においては、裁判所は、判決宣告を延期して当事者に調停による解決を試みさせることができる。
イタリアでは、調停機関となり得る者に特別な制限はない。しかし、司法省が「登録調停機関」の制度を設けている ほか、各地方自治体の家庭相談センターや社会福祉部局が相談者を家事調停機関につないでいる。
イタリアには、家事調停とは別に、交渉支援 (イタリア)（イタリア語: Negoziazione_assistita）と呼ばれる制度もある。交渉支援は、移転可能な権利に関する当事者間の合意を弁護士が関与して書面にまとめると、当該合意が執行可能になるという制度である。別居及び離婚については、検察官が合意内容を審査する。当事者間に未成年又は無能力の子がいるときは、検察官が、子の利益が確保されるような再調整を当事者に行わせることもある。

### 大韓民国（韓国）の家事調停
韓国の家事紛争解決の特徴の一つとして、協議上離婚を認めつつ、離婚意思の確認や協議内容の適正化に法院（裁判所）が深く関与することが挙げられる。韓国では戸籍やその後継制度である家族関係登録に関する事務を法院が管轄しているので、戸籍部門と裁判部門とが連携するのは自然な発想である。
協議上離婚をする夫婦は、登録基準地又は住所地を管轄する家庭法院に揃って出頭し、協議離婚意思確認申請書を提出しなければならない（家族関係の登録等に関する規則73条1項本文）。申請書を受理した家庭法院は、離婚意思確認の期日を約1か月後（未成年の子を持つ夫婦については約3か月後）に指定するとともに、当日に申請書を提出した夫婦数組を集めて、離婚案内を行う。この離婚案内の中で、協議上離婚の手続教示、離婚相談の勧告及び親教育が行われる。このうち親教育は、未成年の子を持つ夫婦に対して行われる情報提供である。親の離婚が子に与える影響、親権・養育費・面接交渉とは何か、離婚後の親の役割、養育費の支払及び面接交渉の重要性といったことが説明される。離婚相談は、家庭法院の委嘱する専門家や民間の各種団体が提供する相談の場であり、離婚相談の中で事実上の合意支援が行われることもある。
離婚意思確認の期日には、夫婦が家庭法院に揃って出頭し、法官（裁判官）から離婚意思の確認を受ける（家族関係の登録等に関する規則74条1項）。離婚意思確認の申請者は、この確認を受けるまでは申請を取り下げることができ（同規則77条1項）、夫婦の双方又は一方が2回続けて離婚意思確認の期日に出頭しなかったときは、申請を取り下げたものとみなされる（同条2項）。
未成年の子を持つ夫婦は、「子の養育と親権者の決定に関する協議書」を提出しなければ離婚意思の確認を受けられない。同協議書には親権者及び養育者、養育費の負担、面接交渉権の行使及びその方法を記載するための欄があり、記載内容が子の福利に反するときは、法官が補正命令を発することもできる。法院書記官は同協議書の養育費に関する部分について養育費負担調書を作成する。養育費負担調書は、債務名義になる。
このように、韓国では、協議上離婚の手続が斡旋に近いものとなっており、かつ、一時の感情に任せた離婚や一方当事者の意向を反映しない離婚を食い止める安全網が敷かれている。そのため、高葛藤の夫婦以外は、協議上離婚の手続で自主的に合意を形成することができると考えられる。
ナ類 及びタ類家事訴訟 並びにマ類家事非訟事件 について家庭法院に訴えを提起し、又は審判を申請しようとする者は、まず調停を申請しなければならないが（家事訴訟法50条1項）、実際には、家事調停の申請は日本や中華民国と比較して非常に少ない。自主的に合意できる夫婦はあらかた協議上離婚をしているとしても、家事訴訟の年間処理件数に対する調停成立及び訴え取下げ（取下げとみなす場合 を含む。）の件数の割合が約38％ある（2011年から2016年までの6年間の平均値） ことからすると、第三者が介入すれば合意形成可能な多数の夫婦が調停を経ないで離婚訴訟を提起していると言える。実際に、「過当競争にあえぐ弁護士が家事調停より報酬の見込める離婚訴訟を依頼者に強く勧めている」との旨の指摘 がある。
家事調停事件は，それに相応する家事訴訟事件又は家事非訟事件を管轄する家庭法院又は当事者が合意で定める家庭法院が管轄する（家事訴訟法51条1項）。調停手続を主催する調停機関は、原則として調停委員会である（民事及び家事調停の事務処理に関する例規33条1項）。調停委員会は、調停長である法官と、各事件ごとに調停長が指定し、又は当事者が合意により指定する調停委員2名以上で構成する（同項、同法53条）。
家事訴訟法は、家事調査官が事前に事実の調査を行い、調停委員会が積極的に解決案を提示して当事者を説得するという進行を予定している（同法56条、58条1項）。
調停は，当事者間で合意された事項を調書に記載することによって成立する（同法59条1項）。調停委員会は、事件が性質上調停をするのに適当でないと認めるとき、又は当事者が不当な目的で調停の申立てをしたと認めるときは、調停をしない決定で事件を終了させることができる（家事訴訟法49条、民事調停法26条1項、40条1号。日本の調停をしない措置と同趣旨）。また、調停委員会は、当事者間に合意が成立する見込みがないとき、又は成立した合意の内容が相当でないと認めるときは、調停申請の趣旨に反しない限度で、調停に代わる決定をするのが原則であり、一定期間内にどの当事者からも異議申立てがなければ、調停に代わる決定は確定する（家事訴訟法49条、民事調停法30条1項、34条、40条1号）。調停又は確定した調停に代わる決定は、当事者が任意に処分することができない事項を除き、裁判上の和解と同一の効力を有する（家事訴訟法59条）。
調停をしない決定があったとき、調停が不成立のとき又は調停に代わる決定に対する異議申請があったときは、訴えが提起されたものとみなされ（申請による調停の場合）、又は受訴法院に再度回付される（調停回付による調停の場合）（家事訴訟法49条、50条、民事調停法36条）。このとき、調停長又は調停担当判事は、意見を添付して記録を管轄家庭法院に送付しなければならない（家事訴訟法61条）。韓国では、離婚相談や親教育、家事調停に家庭法院の後見的機能を期待する見解が多い。
このように、韓国の家事調停は、少なくとも制度上は日本よりも斡旋としての性格がさらに明確である。

### ミャンマーの家事調停
以下に述べるとおり、本記事の最終改訂時のミャンマーは、ある程度整備された司法制度はあるが、家事事件の特質に適合した調停手続が確立していない法域である。ミャンマーでは、そのような法域に家事調停が定着するのか、定着するとすればどのような経過を辿るのかという、壮大な社会実験が行われているといえる。
ミャンマーは、2007年にテイン・セイン政権による政治改革が始まった頃から経済成長を加速させ、2020年にCOVID-19の蔓延による世界経済の急減速に巻き込まれたものの、その後も成長の持続を期待されている。
ミャンマーは、イギリス植民地時代に近代的司法制度を整備するとともに、イギリスの判例法を成文化した「インド法典」を包括的に移植し、「ビルマ法典」と称して、広範な法分野の一般法と位置付けてきた。民事訴訟法についても事情は同じであり、ミャンマーの司法当局は、ビルマ法典第12巻所収の民事訴訟法典 The Code of Civil Procedure （CPCと略される。）を、本体はほとんど改正せず詳細な別添第1 First Schedule で補いながら、本記事の最終改訂時も用い続けている。その結果、例えば「書証は、作成者を法廷で直接尋問しなければ、証拠能力が認められない。」というような機能性に欠ける解釈が採られても長年法改正がされず、訴訟遅延をもたらしていた。ミャンマーの弁護士は、民事紛争であっても刑事訴訟を利用して解決を図ることが多かった。
ADRの整備も遅れている。CPCには、当事者が訴訟外で成立させた和解に執行力を付与する手続は置かれているが、裁判官が和解に関与する手続は置かれておらず、実務家の中には裁判官が和解に関与することは不適法と考える者もいるほどであった。仲裁法は制定されているが、利用実績は乏しい。企業間紛争については、ミャンマー商工会議所連盟が会員企業同士の紛争について調停を行っているが、家事事件を含む一般的な民事紛争の交渉を支援する機関はほとんど存在しない。
このような状況の下で、連邦最高裁判所は、2014年12月に3か年戦略計画（2015-2017年）を発表し、民事調停の研究を開始した。2016年5月に同庁長官と日本法務省の法務総合研究所所長との会談で和解・調停制度が話題に上ったことが切っ掛けとなり、それ以前からミャンマーの法整備支援に取り組んでいた国際協力機構 Japan International Cooperation Agency (JICA) が、2016年から2017年にかけて日緬両国関係者を集めた検討会を開催した。連邦最高裁判所は、2017年5月にJICAに対して民事調停制度整備に関する協力を要請し、2018年8月に確定・公表した政策文書において、JICAを協力機関とすることを公表した。連邦最高裁判所は、2019年3月から4庁で民事調停制度の試験運用を開始し、2020年3月からは更に6庁で試験運用を開始した。

### ノルウェーの家事調停
ノルウェーでは、親責任、監護及び面会交流について、児童法（1981年4月8日法律第7号）に基づく家事調停が行われている。
16歳未満の血縁関係のある子を持つ両親 は、主務省令で定める例外に当たる場合を除き、親責任、監護又は面会交流に関する訴えを提起する前に、調停 をしなければならない（児童法51条1項、4項）。16歳未満の血縁関係のある子を持つ夫婦は、別居命令又は離婚命令を得ようとするときは、主務省令で定める例外に当たる場合を除き、家庭相談所の調停又はその他の認定調停人による調停をしなければならない（同条2項、4項）。16歳未満の血縁関係のある子を持つ共同生活者 は、関係が破綻したときは、調停をすべきものとされている（同条3項、4項）。
調停には原則として当事者が自ら出席しなければならず、調停人が別席調停を相当と認めた場合を除き、同席調停が原則である（同法53条）。当事者は、調停人の下で調停に出席して1時間が経過したときは、調停人から調停証明書の発行を受けることができる（同法54条第1文）。1時間が経過しても当事者間に合意が整わないときは、調停人は、当事者に対し、更に最大3時間調停を続けるよう勧めるものとされている（同条第2文）。それでも当事者間に合意が整わないが、合意が整う見込みがあるときは、調停人は、更に3時間調停を続けるよう提案することができる（同条第3文）。
当事者間の親責任、監護及び面会交流に関する合意は、書面に記載する（同法52条前段）。子の普通裁判籍のある地の県知事は、合意によって子の最善の利益が最優先で守られると認めるときは、当事者の共同申立てにより、書面による合意に同法65条に定める執行力を付与することができる（同法55条1項第1文、3項）。県知事は、必要なときは、専門家、児童福祉局又は社会福祉局に意見を求めることができる（同条1項第2文）。
調停証明書は6か月間有効である（同法54条第4文）。子の両親が親責任、監護又は面会交流に関する訴えを提起しようとするときは、有効な調停証明書を提示できなければならない（同法56条）。
親責任、監護又は面会交流に関する訴えが提起されたときでも、裁判所は、本格的な審理に入る前に、当事者を認証調停人又は争点に関する洞察を有する者の行う調停に付することができる（同法61条1項2号第1文）とされている。実務上は同項1号に基づき、事件の審理を担当する裁判官が専門家を選任して、当該専門家に調停を行わせ、又は当該専門家とともに調停を行うのが通例である。
アンナ・ナイルンド は、ノルウェーの家事調停の最も重要な欠点は、家族の葛藤の程度に応じた多様な選択肢を用意していないことにあると論じている。すなわち、ノルウェーは北欧諸国の中で唯一調停前置主義を採用する法域であるが、離婚しようとする家族が子の監護に関する訴えを提起する割合は他の北欧諸国とほぼ同じであり、家事調停がADRとしての効用を発揮していない。低葛藤の家族は当事者間で、あるいは裁判所と無関係な者の仲介で紛争を解決するから、公的機関は、紛争解決の場ではなく情報を提供すべきである。中葛藤の家族は、いきなり話し合うのではなく、話し合い方を学び、「子の最善の利益」という考え方に気づくための親教育をまず行うべきであるから、調停を1時間義務付ける程度では足りず、7時間でも不十分であろう。高葛藤の家族には合意支援ではなく、子の虐待や育児放棄、家庭内暴力などの問題に焦点を当てた介入が必要である。ノルウェーの家事調停には、問題状況に応じた手続の振り分けという概念が欠けていると言うのである。